# Katholische Universität Eichstätt-Ingolstadt

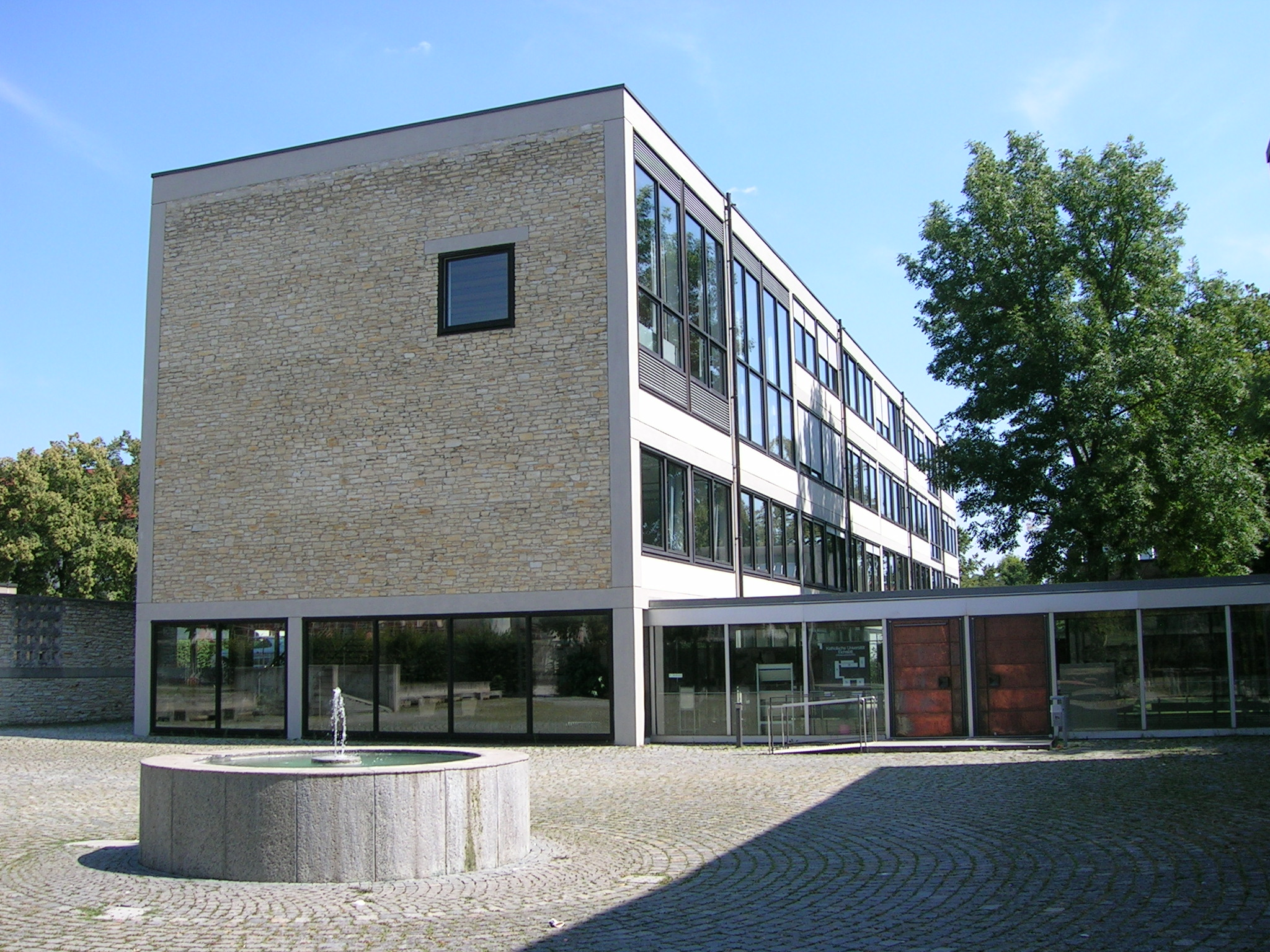
Haupteingang des Hauptkomplexes (Kollegiengebäude)

Die Katholische Universität Eichstätt-Ingolstadt (KU), von 1980 bis 2001 Katholische Universität Eichstätt, ist die einzige katholische Universität im deutschsprachigen Raum und eine von über 200 katholischen Universitäten weltweit. Mit 4.925 Studierenden, davon 472 Fachhochschul-Studierenden (WS 2024/25) ist sie eine der größten nicht-staatlichen Universitäten in Deutschland. Die Universität bietet knapp 70 Studiengänge an. Der zentrale Campus ist in Eichstätt; die Wirtschaftswissenschaftliche Fakultät mit 825 Studierenden befindet sich in Ingolstadt. Vorläufer der 1980 gegründeten Stiftungsuniversität waren ein 1843 in Eichstätt gegründetes Lyzeum, das 1924 in „Philosophisch-theologische Hochschule“ umbenannt wurde, sowie die 1958 gegründete Pädagogische Hochschule Eichstätt, welche beide 1972 zur Gesamthochschule Eichstätt vereinigt wurden. Die Gesamthochschule war die erste umfassende nichtstaatliche wissenschaftliche Hochschule in der Bundesrepublik. 1990 wurde in Ingolstadt die Wirtschaftswissenschaftliche Fakultät eröffnet. Damit wurde Ingolstadt nach 188 Jahren wieder Universitätsstadt.

## Geschichte

### Ursprünge der beiden Hochschulstandorte

#### Hochschulstandort Eichstätt

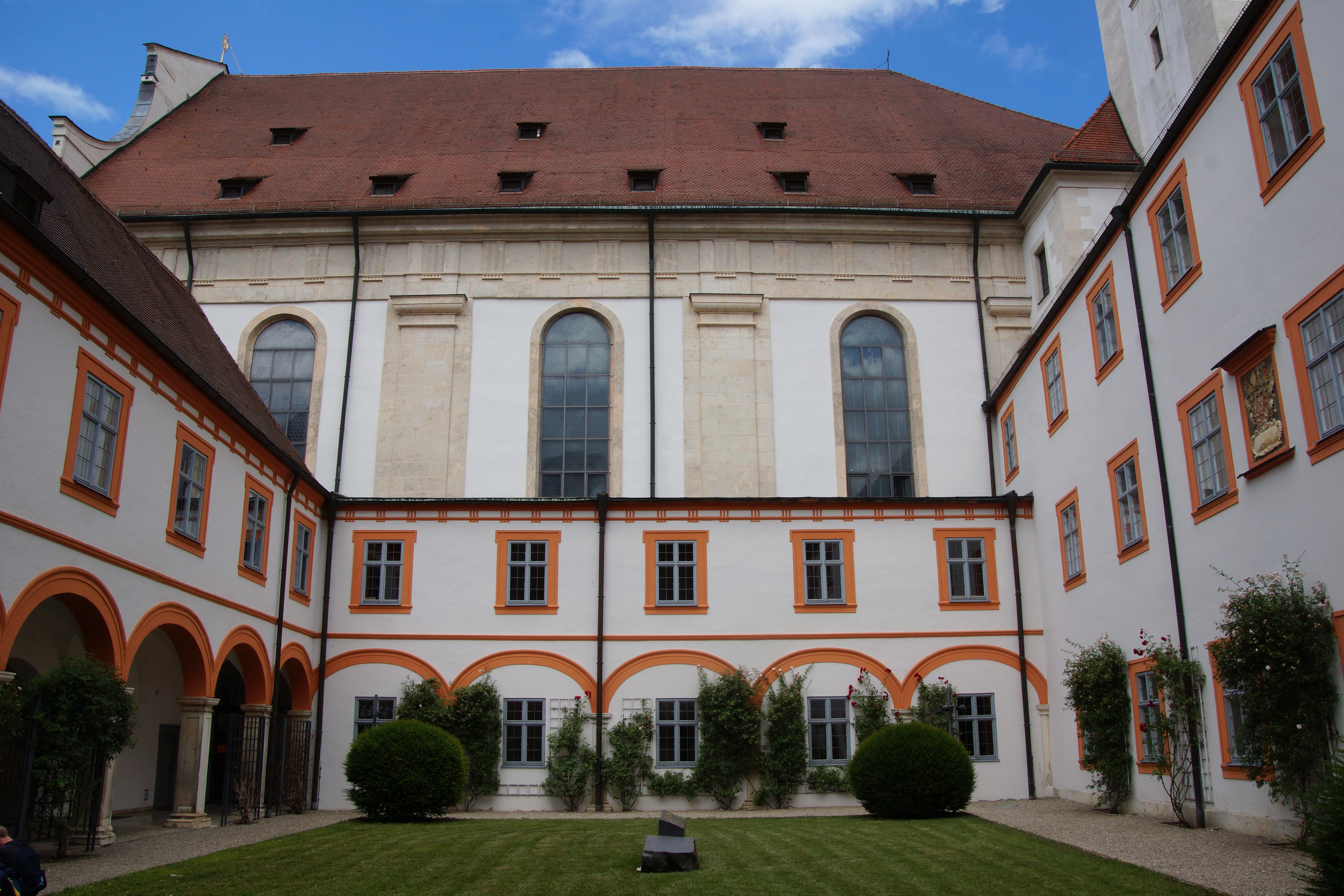
Collegium Willibaldinum in Eichstätt, 1564 gegründeter Vorläufer der Katholischen Universität (heute Priesterseminar)

Die Hochschultradition Eichstätts begann im 16. Jahrhundert. Im Zuge der Tridentinischen Reform wurde am 26. November 1564 das Collegium Willibaldinum als Ausbildungs- und Wohnstätte für den künftigen Klerus der Diözese eröffnet; auch heute noch ist das Collegium Willibaldinum das Priesterseminar der Diözese. 1614 bis 1773 leitete der Jesuitenorden das Collegium Willibaldinum, das Scholaren weit über die Grenzen der Diözesen hinaus anzog. Infolge der Säkularisation des Hochstifts löste sich das Collegium allmählich als Priesterbildungsstätte auf. Erst 1843 wurde in Eichstätt mit dem Bischöflichen Lyzeum wieder eine akademische Lehranstalt gegründet, die 1924 in Bischöfliche Philosophisch-Theologische Hochschule umbenannt wurde. Bekannte Dozenten waren hier u. a. der Katechet Ludwig Bruggaier, der Kirchenrechtler Joseph Lechner, der Neutestamentler Joseph Kürzinger, der Dogmatiker Ludwig Ott, der Alttestamentler Martin Rehm, Rudolf Graber, 1962 zum Bischof von Regensburg ernannt, der Pastoraltheologe Alfons Fleischmann, der Physiker und Mathematiker Johannes Evangelist Stigler, die Philosophen Johannes Hirschberger und Friedrich Dörr und der Historiker Andreas Bauch.
1972 verschmolz diese mit der 1958 gegründeten Pädagogischen Hochschule Eichstätt zur Gesamthochschule Eichstätt. Diese wurde 1980 zur Katholischen Universität Eichstätt erhoben.

#### Hochschulstandort Ingolstadt

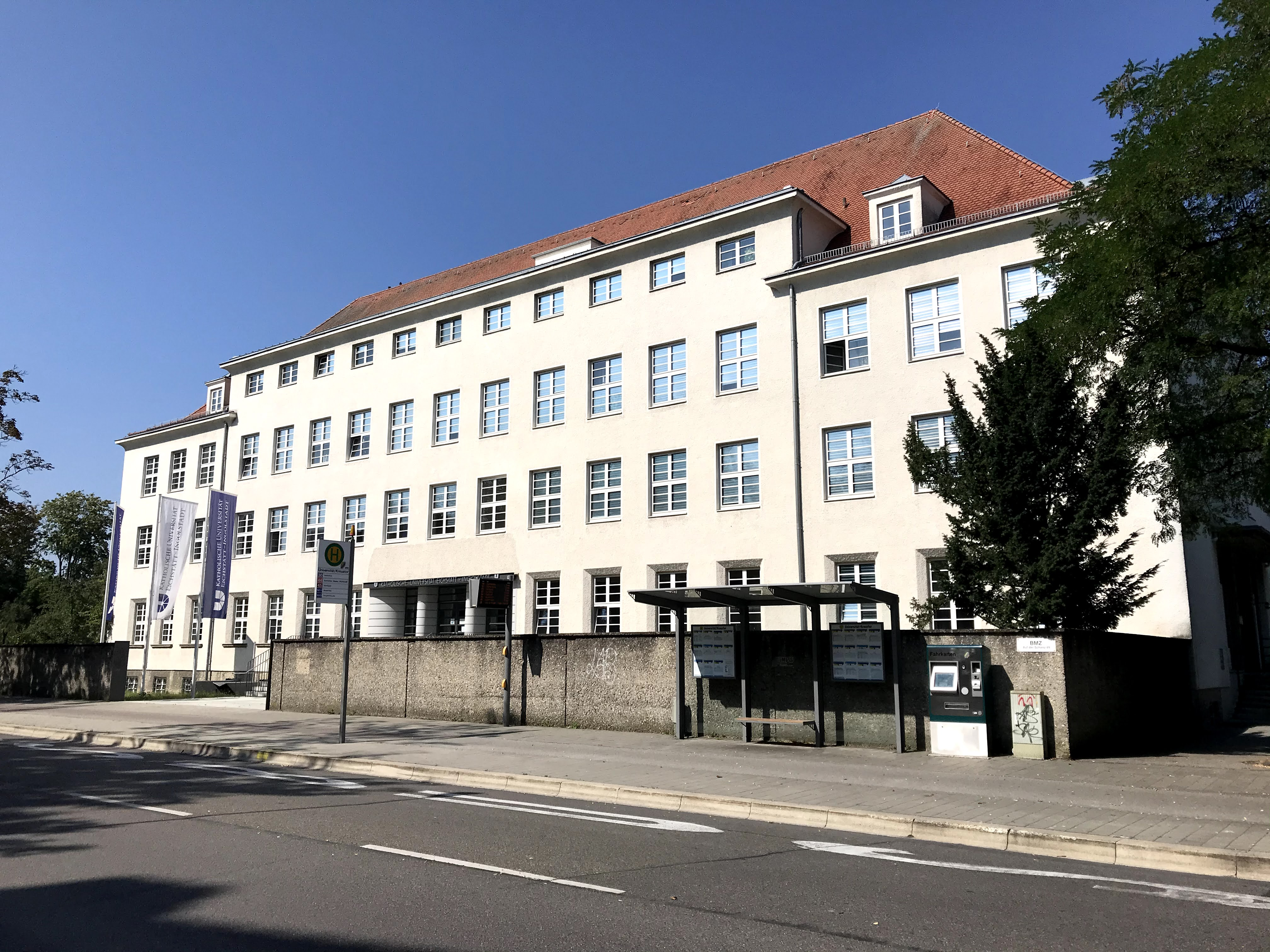
Steyler Missionshaus; heute: Studentenhaus der Wirtschaftswissenschaftlichen Fakultät der KU in Ingolstadt

In Ingolstadt wurde bereits 1472 mit päpstlicher Genehmigung die Universität Ingolstadt, die erste bayerische Universität gegründet (Würzburg, das schon seit 1402 eine Universität besaß, gehörte damals nicht zu Bayern). Einer der bedeutendsten Rektoren der Universität war Petrus Canisius, der als Heiliger verehrt wird, in der Mitte des 16. Jahrhunderts. Kurfürst Max IV. Joseph (der spätere König Maximilian I.) von Bayern verlegte 1800 die Universität nach Landshut.
1826 holte König Ludwig I. die Universität nach München (heute die Ludwig-Maximilians-Universität München).
1990 wurde in Ingolstadt die die wirtschaftswissenschaftliche Fakultät eröffnet. Der heutige Name Katholische Universität Eichstätt-Ingolstadt entstand 2001.

### Gründung und frühe Jahre der Katholischen Universität Eichstätt-Ingolstadt

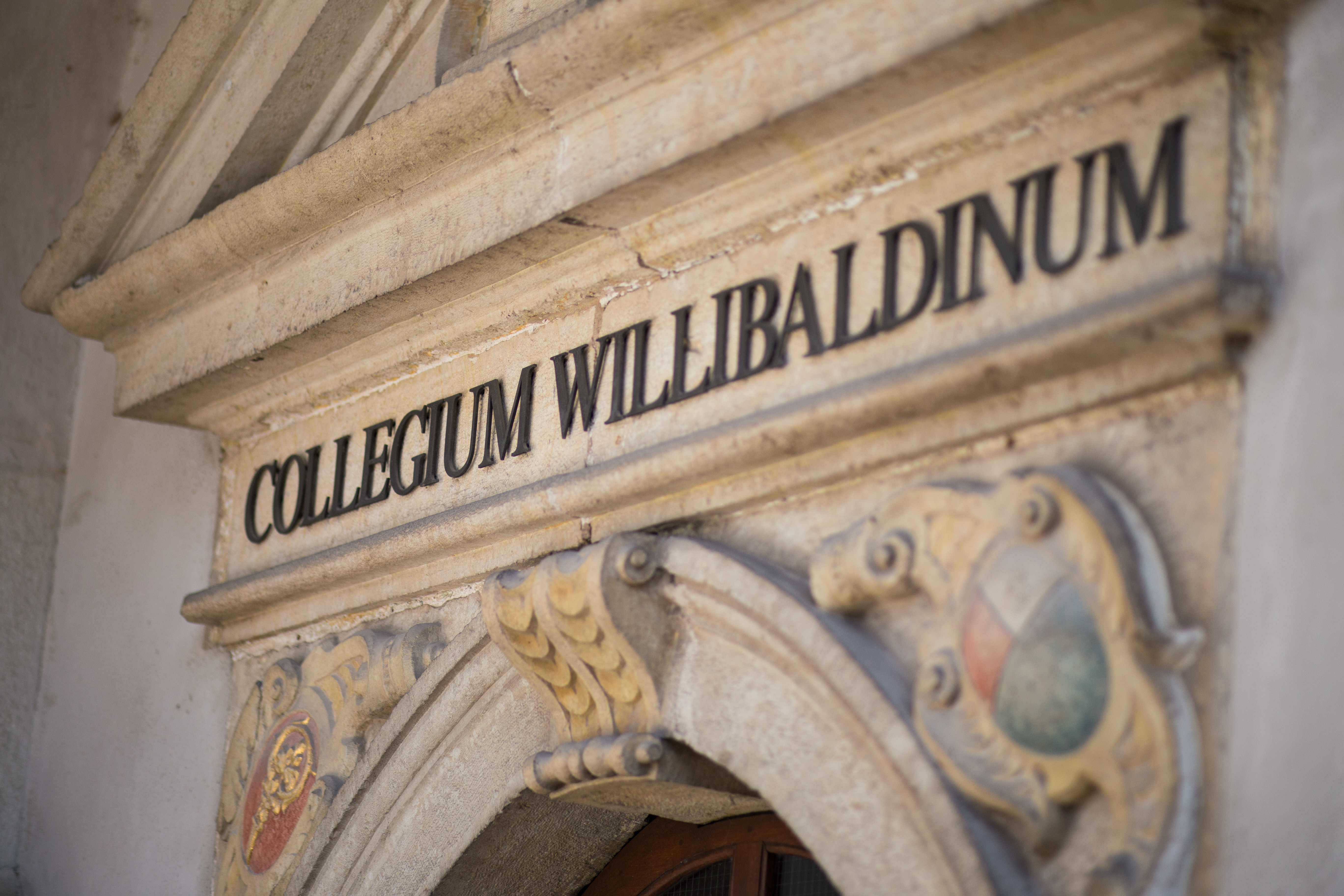
Die Wurzeln der KU reichen zurück bis zur Gründung des Collegium Willibaldinum im Jahr 1564.

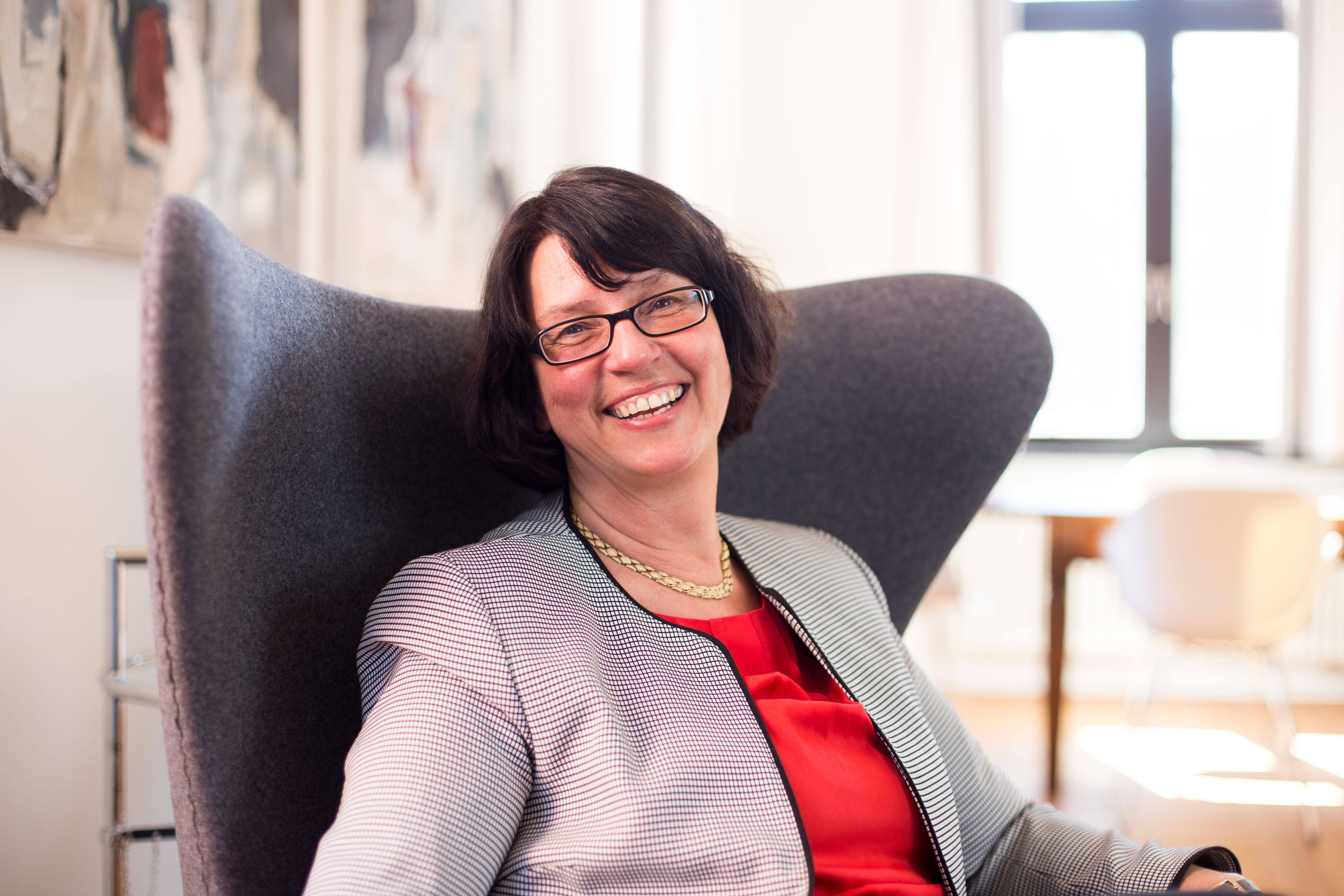
Gabriele Gien, Präsidentin der KU seit dem 1. Oktober 2016

1972 erfolgte der Zusammenschluss der Pädagogischen Hochschule und der Philosophisch-Theologischen Hochschule in Eichstätt zu einer Gesamthochschule. Die Katholische Universität Eichstätt wurde zum 1. April 1980 errichtet und durch den Heiligen Stuhl anerkannt. Maßgeblich hieran beteiligt waren der frühere Erzbischof von München-Freising Joseph Kardinal Ratzinger (der spätere Papst Benedikt XVI.), welcher hierfür mit der Ehrendoktorwürde ausgezeichnet wurde, der Eichstätter Bischof Alois Brems, der sich als örtlich zuständiger Bischof nachhaltig um Ausbau und Förderung bemüht hatte, und Rudolf Mosis, Präsident der Universität von 1978 bis 1983.
1986 besuchte Jorge Mario Bergoglio, der spätere Papst Franziskus, in seiner Funktion als Rektor der Theologischen Fakultät in San Miguel die Katholische Universität Eichstätt und führte Kooperationsgespräche mit dem damaligen Präsidenten Nikolaus Lobkowicz.

Altes, bis 2015 verwendetes und inzwischen nicht mehr gültiges Logo der KU

Seit dem Wintersemester 2007/2008 besteht die Möglichkeit, im Rahmen eines Lehramtsstudiums, das zum Ersten Staatsexamen hinführt, zugleich einen Bachelor und Master in der gewählten Unterrichtsfachkombination zu erwerben („Lehramt Plus“).
Seit 2008 hat die Universität über den Lehrstuhl für Politische Theorie und Philosophie (Manfred Brocker, Politikwissenschaft) Teil am Bayerischen Zentrum für Politische Theorie (BayPol). Die KU Eichstätt ist Mitglied im MedienCampus Bayern, dem Dachverband für die Medienaus- und -weiterbildung in Bayern.
Der am 30. Januar 2008 vom Hochschulrat der Katholischen Universität gewählte Ulrich Hemel konnte sein Amt als neuer Präsident nicht antreten. Laut Medienberichten blockierte der Heilige Stuhl die Ernennung des neuen Präsidenten. Großkanzler Bischof Hanke beauftragte Rudolf Fisch und den Ordenshistoriker Gert Melville mit der kommissarischen Leitung der Universität.

### Führungskrise
Nach einem erfolgreich durchgeführten Wahlverfahren wurde am 6. Mai 2009 der an der Duke University (USA) lehrende Theologe Reinhard Hütter zum neuen Präsidenten gewählt. Hütter nahm die Wahl an, teilte jedoch später mit, dass er das Amt nicht antreten werde. Als Gründe führte die Bayerische Bischofskonferenz eine nicht erfolgreiche Einigung beim Zustandekommen des Vertrages an. Am 4. Juni 2009 wurde Andreas Lob-Hüdepohl als Interims-Präsident ernannt.
Richard Schenk wurde am 26. Mai 2011 durch den Hochschulrat der Universität zum Präsidenten der Katholischen Universität Eichstätt-Ingolstadt gewählt. Am 24. Februar 2014 kündigte er seinen Rücktritt aus gesundheitlichen Gründen von seinem Amt an. Der Träger setzte für die Dauer von zwei Jahren ein Interimspräsidium ein, um genügend Zeit für die Vorbereitung eines neuen Wahlverfahrens zu gewinnen. Das Interimspräsidium mit der Eichstätter Germanistik-Professorin Gabriele Gien an der Spitze war ab dem 1. Oktober 2014 für zwei Jahre im Amt. Am 15. Juni 2016 wurde sie von der Wahlkommission der KU für fünf Jahre zur ordentlichen Präsidentin gewählt. Sie setzte sich gegen den Astrophysiker Wolfgang Duschl von der Christian-Albrechts-Universität zu Kiel durch. Ihre Amtszeit begann offiziell am 1. Oktober 2016. Am 27. Mai 2021 wurde Gien für weitere fünf Jahre im Amt bestätigt.

### Spätere Entwicklungen

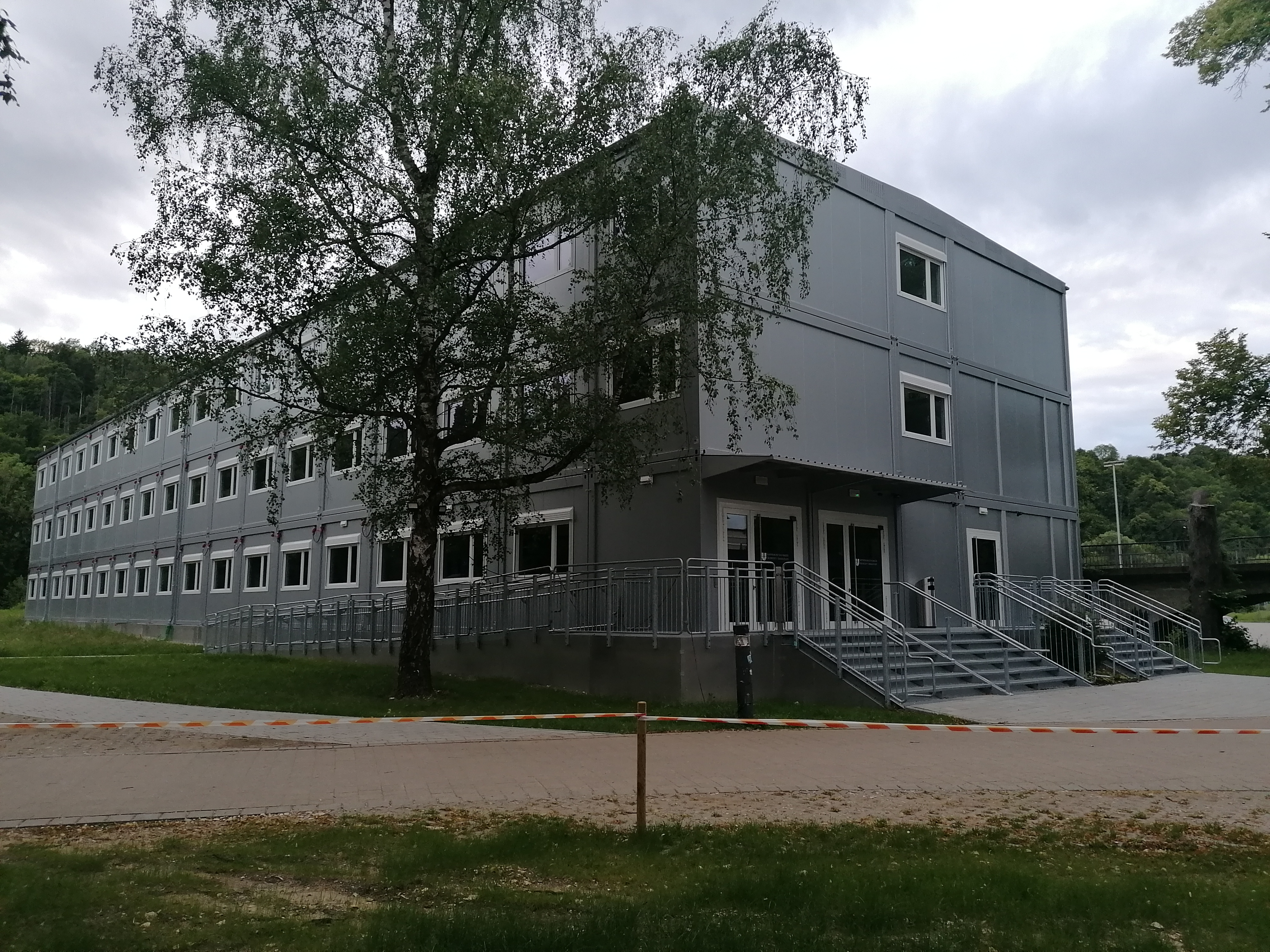
Interimsbau während der Generalsanierung der Kollegiengebäude; errichtet 2023/24

Die Kollegiengebäude, das von Karljosef Schattner und Josef Elfinger zusammen mit dem Münchner Gartenarchitekt Gerhart Teutsch entworfen wurde sowie der neben Karljosef Schattner auch von Wilhelm Huber und Norbert Diezinger entworfene Mensa-Bau bilden den zentralen Teil des Eichstätter Campus. Diese Gebäude wurden im Juni 2018 unter Denkmalschutz gestellt. Im Herbst 2023 begann nach mehreren Verzögerungen die Generalsanierung der KG-Gebäude, die bis 2028 abgeschlossen sein soll. Als Interimsbau dient ein dreistöckiger Bau aus Containerelementen mit insgesamt 1800 m², der von 2023 bis 2024 neben der Zentralbibliothek errichtet wurde.
Seit Juni 2018 ist die KU gemeinsam mit der Technischen Hochschule Ingolstadt Forschungspartner der Initiative Urban Air Mobility, in deren Rahmen im Raum Ingolstadt auch das Flugtaxi-Projekt CityAirbus erprobt werden soll. Die KU forscht dabei im Bereich gesellschaftlicher, psychologischer und ethischer Fragen von Mobilität.
Seit 2023 ist die KU Mitglied in der Deutschen Forschungsgemeinschaft. Bereits zuvor erhielten Forscher der KU Projektmittel der DFG und anderer Förderer.
Aufgrund von Gelderkürzungen durch den kirchlichen Träger geriet die Universität 2023 in finanzielle Schwierigkeiten und muss Finanzmittel einsparen. So mussten bereits 2023 1,6 Millionen Euro eingespart werden; für 2024 sind Kürzungen um acht Prozent der Kosten nötig, um ein Defizit von 2,5 Millionen Euro zu verhindern. Kostensteigerungen fielen bei Energie, Mieten und Tarifgehältern an; die katholische Kirche sei laut Präsidentin Gien nicht dazu bereit, diese auszugleichen. Das bayerische Staatsministerium für Wissenschaft und Kunst scheiterte mit seinen Vermittlungsbemühungen. Aufgrund der nötigen Einsparungen drohen auch Stellenstreichungen, wobei dies laut Gien „ohne betriebsbedingte Kündigungen umgesetzt werden“ solle. Die Studierendenschaft kritisiert die Einsparungen und befürchtet eine Verschlechterung der Qualität von Forschung und Lehre. Um den studentischen Protest an die Öffentlichkeit zu tragen, wurden u. a. eine Petition aufgesetzt und eine Demonstration organisiert.

## Struktur

### Träger

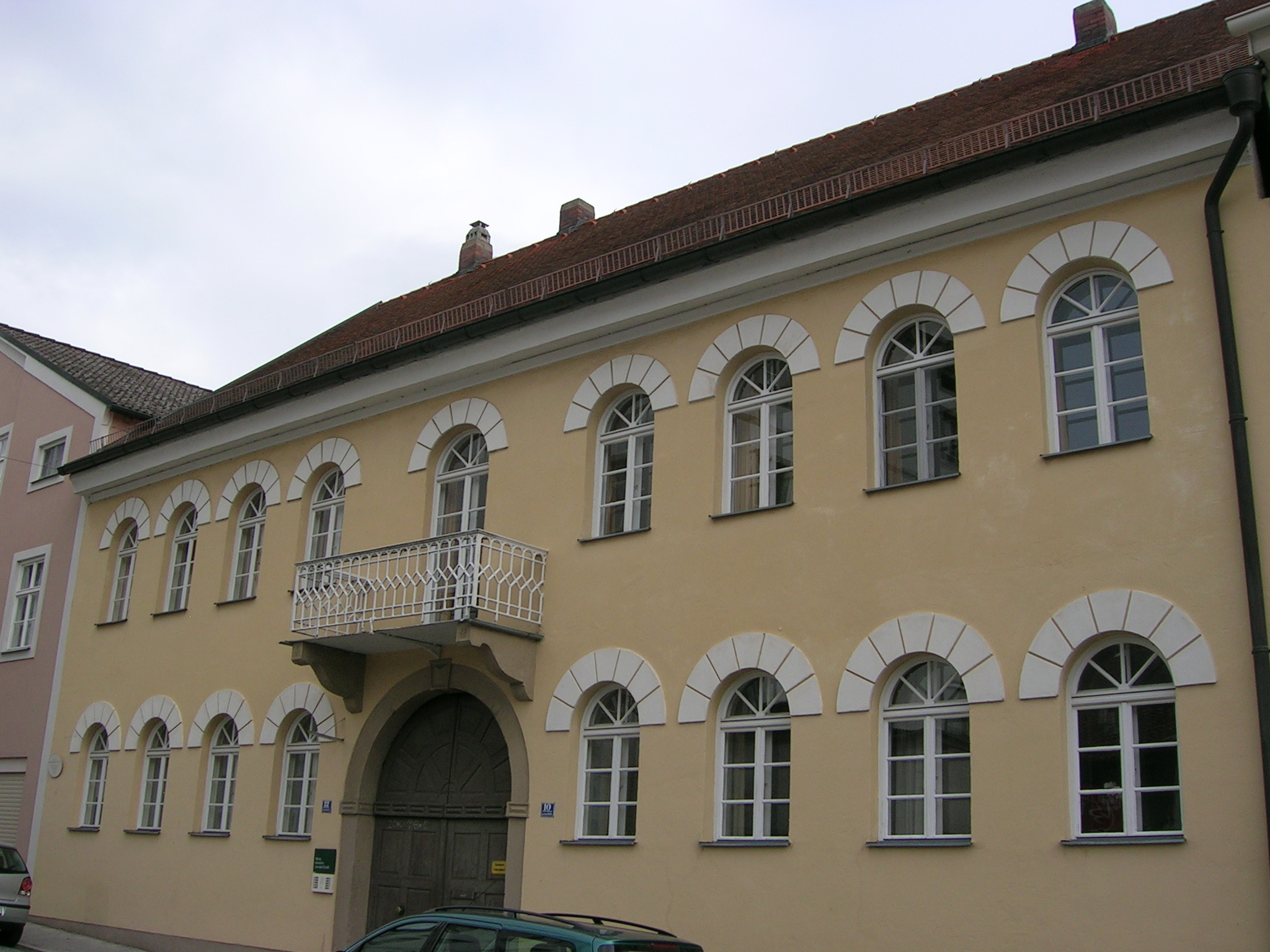
Sitz der Stiftungsverwaltung

Die KU ist eine „Katholische Universität“ im Sinn der Apostolischen Konstitution Ex Corde Ecclesiae, die vom Heiligen Stuhl durch ein Dekret der Kongregation für das Katholische Bildungswesen vom 1. April 1980 kanonisch errichtet und anerkannt wurde.
Trägerin der Universität ist die Stiftung Katholische Universität Eichstätt, Kirchliche Stiftung des öffentlichen Rechts. Die Stiftung steht unter der Aufsicht der Freisinger Bischofskonferenz. Im Oktober 2024 wählte die Freisinger Bischofskonferenz Horst Seehofer zum Vorsitzenden des Stiftungsrats; diese Personalie löste Unmut unter den Studierenden aus. Er folgt in dieser Funktion auf den Generalvikar des Erzbischofs von München und Freising, Peter Beer, der das Amt seit November 2018 ausgeübt hatte. Zuvor war Kardinal Reinhard Marx, der nach wie vor Magnus Cancellarius der KU ist, Stiftungsratsvorsitzender. Bis zum 30. September 2010 war der Bischof von Eichstätt Vorsitzender des Stiftungsrates und Großkanzler der Universität. Der Bischof von Eichstätt Gregor Maria Hanke ist stellvertretender Großkanzler (Vice Magnus Cancellarius) der Universität. Die Bistümer der Freisinger Bischofskonferenz bezuschussen die Universität mit knapp 22 Millionen Euro pro Jahr; zu 85 Prozent wird die Universität vom Freistaat Bayern finanziert.

### Leitung und Selbstverwaltung

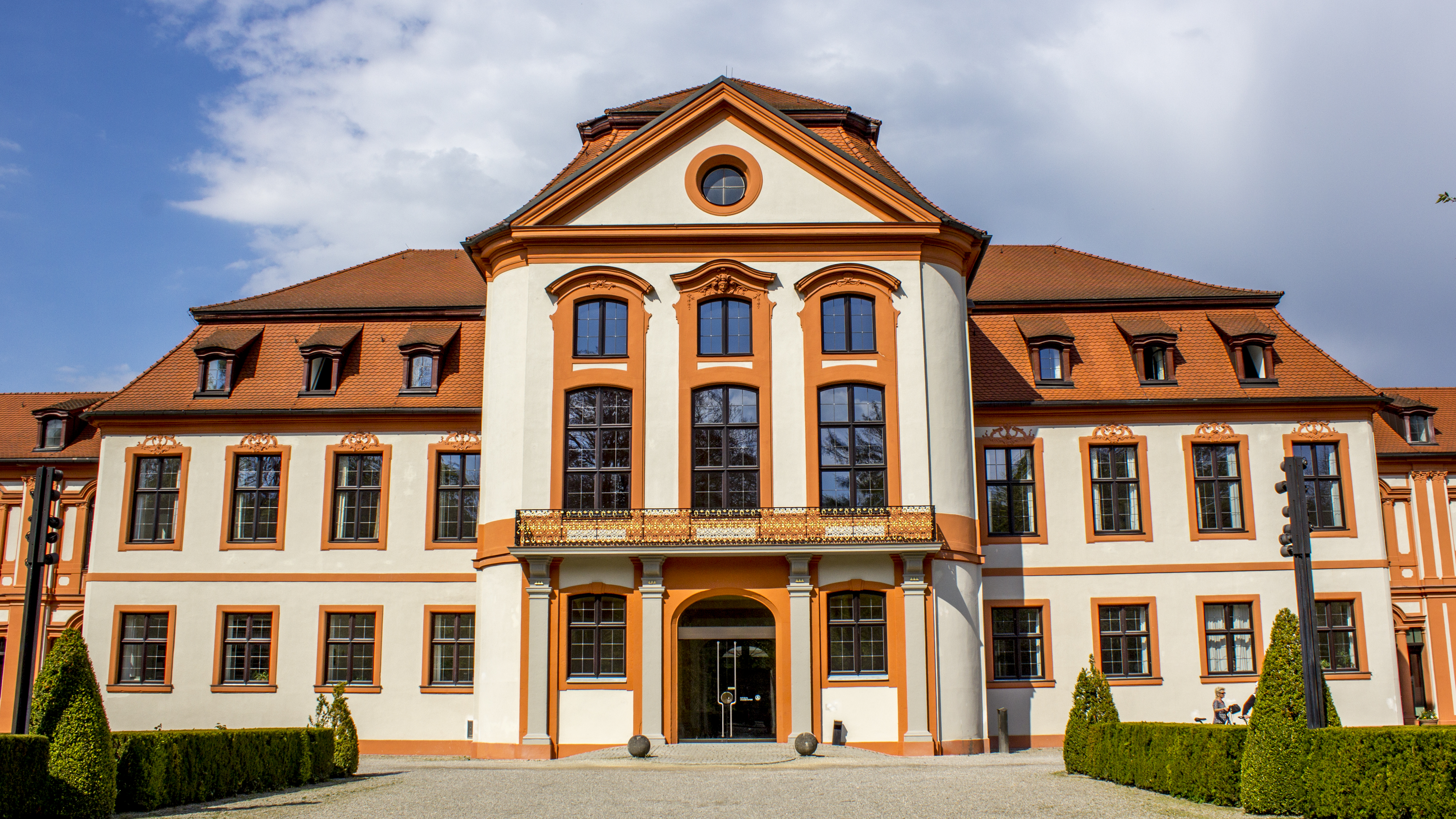
Sommerresidenz Eichstätt, Sitz der Verwaltung der Katholischen Universität

Die universitäre Leitung unterliegt der Präsidentin Gabriele Gien sowie ihren drei Vizepräsidenten Jens Hogreve (Vizepräsident für Forschung und wissenschaftlichen Nachwuchs), Klaus Meier (Vizepräsident für Studium und Lehre) und Klaus Stüwe (Vizepräsident für Internationales und Profilentwicklung). Das Amt des Kanzlers bekleidet Eckhard Ulmer. Der Erweiterten Hochschulleitung gehören neben diesen Personen auch noch alle Dekane sowie der Vorsitzende des Studentischen Konvents, der Vorsitzende des Konvents der wissenschaftlichen und künstlerischen Mitarbeiter sowie ein Vertreter des wissenschaftsunterstützenden Personals an.
Jede Fakultät besitzt einen eigenen Fakultätsrat. Darüber hinaus existieren mit dem Hochschulrat und dem Senat fakultätsübergreifende Vertretungsorgane an der KU.
Die studentischen Mitglieder aller dieser Gremien (sechs je Fakultätsrat, vier im Senat und eines im Hochschulrat) sowie der studentische Frauen- und Gleichstellungsbeauftragte und sein Stellvertreter bilden zusammen den Studentischen Konvent. Dieser wird von einem fünfköpfigen Gremium geleitet, dem Sprecher*innenrat des Konvents. Der Vorsitzende des Konvents (aktuell Marian Langer) ist zugleich Mitglied in der Erweiterten Hochschulleitung.
Des Weiteren gibt es noch den Konvent der wissenschaftlichen und künstlerischen Mitarbeiter.
Im Jahr 2019 konnte die KU Einnahmen in Höhe von 84 Millionen Euro verbuchen (zum Vergleich 2009: 49,4 Millionen Euro); aus diesen Geldern wird der Betrieb der Universität finanziert. Die Einnahmen setzen sich wie folgt zusammen: 50,4 Millionen Euro steuert die bayerische Landesregierung bei, 21,3 Millionen Euro stammen vom Träger, der Katholischen Kirche (davon zahlt die Freisinger Bischofskonferenz 5,5 Millionen), 13,3 Millionen Euro stammen aus Drittmitteln und 2,7 Millionen Euro sind Studienbeitragsersatzmittel.
Verwaltungssitz der Universität ist die Sommerresidenz Eichstätt.

### Präsidenten der Katholischen Universität Eichstätt (seit 1980)
- 1978–1983: Rudolf Mosis
- 1984–1996: Nikolaus Lobkowicz
- 1996–2008: Ruprecht Wimmer
  - 2009–2010: Andreas Lob-Hüdepohl (Interimspräsident)
- 2011–2014: Richard Schenk OP
  - 2014–2016 Gabriele Gien (Interimspräsidentin)
- seit 2016: Gabriele Gien

### Strukturdaten zur Universität
Die Universität hat 4.925 Studierende (Wintersemester 2024/25; Universitäts- und FH-Studiengänge), 123 Professoren (davon 38 % Frauen) sowie weitere 330 wissenschaftliche Mitarbeiter (58 % weiblich).

## Profil

### Staatlich anerkannte nichtstaatliche Hochschule
Die Universität ist zugleich eine vom Freistaat Bayern auf der Grundlage des Bayerischen Konkordats gewährleistete und staatlich anerkannte nichtstaatliche Hochschule im Sinn des Bayerischen Hochschulgesetzes. Finanziert wird die Universität zu 85 Prozent vom Freistaat Bayern und zu 15 Prozent von den bayerischen Diözesen.

### Familienfreundliche Hochschule
Die KU Eichstätt-Ingolstadt erhielt 2004 als erste bayerische Universität durch die gemeinnützige Hertie-Stiftung die Auszeichnung Familiengerechte Hochschule. Damit wurde der KU eine familienbewusste Personalpolitik, die Förderung familiengerechter Studienbedingungen und die kontinuierliche Arbeit an der Vereinbarkeit von Studium/Beruf und Familie bescheinigt. Auf dem Eichstätter Campus gibt es eine unieigene Krippe, das Uni-Kinderhaus. In zahlreichen Gebäuden der KU gibt es Wickelmöglichkeiten, in der Zentralbibliothek einen Familienraum mit Spielsachen und im zentralen Hofgarten einen Spielplatz. Beim Mittagessen in der Mensa erhalten Kinder bis zehn Jahren kostenlos eine Kinderportion.
Im September 2016 hat die KU die Charta Familie in der Hochschule unterzeichnet und ist damit Mitglied dieses Best-Practice-Clubs.

### Nachhaltigkeit
Die KU ist seit 1992 Pionier in der Theorie und Praxis der Nachhaltigkeit (Rio-Folgeprozess) und wurde hierfür mehrfach ausgezeichnet. Nach der Nuklearkatastrophe von Tschernobyl wurde der AK Umwelt gegründet und nach der ersten Umweltprüfung der Universität 1990 das Umweltreferat des Studentischen Konvents, welches von Anfang an das Ziel verfolgte, die KU umweltverträglich umzugestalten und hierzu zahlreiche Impulse setze. Begleitend zum Rio Erdgipfel 1992 und später als Rio-Monitoring organisierte das Umweltreferat des Studentischen Konvents Umwelt-Ringvorlesungen die bis in die Gegenwart fortlaufen mit insgesamt über 100 Referenten, u. a. Volker Hauff, Klaus Töpfer, Ernst Ulrich von Weizsäcker, Günter Altner, Jean Pierre Ribaut, Markus Vogt und Hans-Peter Dürr. 1993 wurde vom Präsidenten Nikolaus Lobkowicz die COPERNICUS Hochschul-Charta für eine nachhaltige Entwicklung unterzeichnet – als erste deutsche Universität.
1995 erfolgte auf Initiative des Umweltreferats des Studentischen Konvents mit Unterstützung des Europarats als besonderer Beitrag zum Europäischen Naturschutzjahr die Gründung der Franz von Assisi Akademie zum Schutz der Erde e. V. (FAA), welche im Auftrag der KU das erste regionale Nachhaltigkeitsprojekt Deutschlands mit 25 Projekten zur Umsetzung der Agenda 21 und der Studie Zukunftsfähiges Deutschland, zusammen mit zehn Partnern durchführte. 1996 wurde im Projekt Zukunftsfähige Universität das erste Nachhaltigkeitskonzept einer deutschen Hochschule entwickelt. Das Altmühltal-Projekt wurde 1995 als Beitrag der Bundesrepublik Deutschland zum Europäischen Naturschutzjahr des Europarats ausgewählt und durch den Bundespräsidenten Roman Herzog als Nationalprojekt ausgezeichnet, der auch Schirmherr des Projekts war.
1997 wurde im Vorfeld der UN-Sonderversammlung zu Rio plus 5, von der FAA und der KU zusammen mit dem International Consortium on Religion and Ecology in der Weltbank (Washington) die Washington Consultation on Sustainable Community Ethics, Environmental Values and Public Policy (Ethik und Agenda 21) organisiert, die Washington Declaration of Interdependence beschlossen und ein Briefing Ethische Perspektiven der UN-Vollversammlung zu Rio plus 5 mit Partnerorganisationen und Staatsvertretern in der UN in New York organisiert. Die Forderungen des Briefings wurden 2002 in Artikel 6 des Aktionsplans von Johannesburg des Weltgipfels für nachhaltige Entwicklung 2002 implementiert: „Wir erkennen die Bedeutung der Ethik für die nachhaltige Entwicklung an und betonen daher die Notwendigkeit, bei der Umsetzung der Agenda 21 ethische Gesichtspunkte zu berücksichtigen.“
Die KU und FAA waren 1997 mit einer großen Delegation und zahlreichen Veranstaltungen auf der Zweiten Europäisch Ökumenischen Versammlung in Graz vertreten und im Auftrag des Rats der europäischen Bischofskonferenzen verantwortlich für den Nachhaltigkeitsbereich, wozu im Vorfeld 1996 die Ökumenische Konsultation: Christentum und zukunftsfähiges Europa – Konsultation über die neue Praxis ökologischer Verantwortung mit über 120 Teilnehmern aus über 24 Staaten organisiert wurde. Ergebnis der Konsultation war ein ökumenischer Konsens über die langfristige Nachhaltigkeitspraxis der europäischen Kirchen in den Bereichen Klimaschutz, Biologische Vielfalt, Agenda 21 und Lebensstile, zur Umsetzung wurde von Lukas Vischer die Initiative zur Gründung eines Christlichen Europäischen Umweltnetzwerks vorgeschlagen. Delegierte der Franz von Assisi Akademie zum Schutz der Erde e. V. waren u. a. auf dem Weltgipfel für nachhaltige Entwicklung in Johannesburg 2002 und bei der Konferenz der Vereinten Nationen über nachhaltige Entwicklung in Rio de Janeiro 2012 vertreten.
Von 1998 bis 2000 erfolgte die Durchführung des von der EU geförderten, regionalen Großforschungsprojekts zu Agenda 21 und Digitalisierung (TELE 21) zusammen mit Partnern aus Neumarkt, Rom und Wales.
Das Umweltreferat des Studentischen Konvents gewann 2008 mit seiner Initiative Sustainable Campus (100 % Ökostrom für die KU) einen Preis beim Ideenwettbewerb Generation D. Der seit 2011 von DenkNachhaltig! e. V. jährlich organisierte WFI Dialogue on Sustainability ist die größte studentische Konferenz zum Thema Nachhaltigkeit im deutschsprachigen Raum.
2010 erfolgte die Verankerung der Nachhaltigkeit in die Stiftungsverfassung, sowie der Beschluss des Nachhaltigkeitskonzepts Bildung für nachhaltige Entwicklung, die Einrichtung eines BNE-Studiengangs und der Aufbau des Graduiertenkollegs Nachhaltigkeit. Seit 2012 erfolgt die Stromversorgung mit 100 % Ökostrom, womit in drei Jahren 4100 Tonnen CO2 eingespart werden. 2012 wurde der erste Nachhaltigkeitsbericht veröffentlicht. 2013 zeichnete die Deutsche UNESCO-Kommission das Nachhaltigkeitskonzept der KU als Projekt der UN-Dekade „Bildung für nachhaltige Entwicklung“ aus. 2015 wurde die KU als erste Universität in Bayern nach EMAS zertifiziert; 2018 wurde diese Zertifizierung erneuert, und 2019, ebenfalls als erste Universität deutschlandweit, auf EMASplus erweitert. Die UNESCO zeichnete die KU 2016 als vorbildlichen Lernort für nachhaltige Entwicklung aus und 2017 erhielt die Hochschule die Auszeichnung Fairtrade-University.
Seit Mai 2015 existiert das von SDS.Die Linke Hochschulgruppe Eichstätt zusammen mit dem Umweltreferat initiierte Nachhaltigkeitsprojekt Campus-Kühlschrank Eichstätt. Ebenfalls vom SDS wird regelmäßig ein faires Frühstück mit nachhaltigen und fair gehandelten Lebensmitteln organisiert.
Der Heizenergieverbrauch der KU im Jahr 2018 lag bei 6004 Megawattstunden (zum Vergleich 2011: 6002 Megawattstunden, bei Zunahme der genutzten beheizten Flächen). Davon werden 4525 Megawattstunden über das Biomasseheizkraftwerk am Volksfestplatz abgedeckt. Der Rest wird über Biogas (1406 Megawattstunden) und Erdöl (73 Megawattstunden) abgedeckt.

### Ethische Ansprüche
In der Stiftungsverfassung der Universität wird auf die Betonung ethischer Grundlagen „im Lichte des katholischen Glaubens“ großer Wert gelegt. „Die Universität ist eine akademische Gemeinschaft, die vom katholischen Geist getragen ist. Sie berücksichtigt und vertieft in Forschung und Lehre dabei insbesondere das christliche Menschenbild sowie die ethischen Grundsätze der Personalität, der Gerechtigkeit, der Solidarität sowie der Subsidiarität und Nachhaltigkeit.“ Die KU betont von sich aus, dass die für deutsche Universitäten verpflichtende Freiheit von Forschung und Lehre bei der KU durch den Träger gewährleistet ist, d. h. in Wissenschaft und Forschung gelten die gleichen Regeln wie an staatlichen Universitäten. Die KU ist durch den Freistaat Bayern gegenüber den staatlichen Hochschulen gleichgestellt und besitzt in den wissenschaftlichen Fachbereichen das Promotions- und Habilitationsrecht. Die Zulassung für die Studierenden erfolgt unabhängig von der Konfessionszugehörigkeit.

### Fachwissenschaften
| - Anglistik und Amerikanistik - Klassische Archäologie - Betriebswirtschaftslehre - Bildung für nachhaltige Entwicklung - Deutsch als Fremdsprache/Didaktik des Deutschen als Zweitsprache - Erwachsenenbildung - Europäische Ethnologie - Europastudien: Sprache, Literatur, Kultur - Flucht- und Migrationsforschung - Geographie - Germanistik - Geschichte - Internationale Beziehungen - Journalistik - Katholische Theologie/Religionslehre - Kunstpädagogik/Kunstgeschichte - Latein/Klassische Philologie - Lateinamerikastudien | - Lehramt Grundschule, Mittelschule, Realschule, Gymnasium - Mathematik - Maschinelles Lernen / Data Science - Musikwissenschaft - Musikpädagogik/-didaktik - Pädagogik - Pflegewissenschaft - Philosophie - Politikwissenschaft - Psychologie - Religionspädagogik - Romanistik - Schulpsychologie - Soziale Arbeit - Sozialinformatik - Soziologie - Hispanistik - Tourismus und nachhaltige Regionalentwicklung |

Diese Fachwissenschaften sind im Rahmen verschiedener Studiengänge studierbar, oft auch als Zweitfach. Daneben existieren interdisziplinäre Studiengänge, die verschiedene Fächer miteinander verknüpfen. Hinzu kommen extra- und cocurriculare Studienangebote, die seit 2017 unter dem Titel Studium.Pro zusammengefasst werden. Im Mittelpunkt stehen dabei der interdisziplinäre Diskurs, Werte- und Persönlichkeitsbildung, gesellschaftliches Engagement sowie die Qualifizierung für berufliche Felder.

### Exzellenzorientierung und Rankings
Die KU verfügt als Campusuniversität über eine exzellente Infrastruktur und ausgezeichnete Lehre, die sich seit über 15 Jahren in sehr guten Bewertungen diverser Rankings niederschlägt. Im dritten Uni-Ranking des Nachrichtenmagazins Der Spiegel (Ausgabe 15/1999), wozu von Emnid über 12.000 Studenten und über 1600 Professoren zur Qualität ihrer Fächer und Hochschulen befragt wurden, belegte die KU den ersten Platz und schaffte es als „Deutsches Harvard“ (Spiegel) auf die Titelseite. Die Wirtschaftswissenschaftliche Fakultät belegt seit Jahren Spitzenpositionen u. a. im CHE-Hochschulranking, der Wirtschaftswoche und vieler andere Rankings. Auch in anderen Studiengängen ist die KU in der Spitzengruppe des Centrums für Hochschulentwicklung CHE vertreten.

### Third Mission
Die KU betont unter Präsidentin Gabriele Gien gesellschaftliche Vernetzung und Wissenstransfer als Third Mission neben Forschung und Lehre. Im Februar 2017 gründete die KU gemeinsam mit der Technischen Hochschule Ingolstadt die Innovationsallianz menschINBewegung. Die gemeinsame Bewerbung um eine Förderung im Bundeswettbewerb Innovative Hochschule, dem bis dato größten Förderprogramm für Fachhochschulen sowie kleine und mittlere Universitäten, war im Juli 2017 erfolgreich. Die beiden Hochschulen planen künftig ihr je spezifisches Wissen der Region im Projekt Mensch in Bewegung durch unterschiedliche Transfer-Aktivitäten zu den Themen Mobilität, Nachhaltigkeit, Digitalisierung und Bürgerschaftliches Engagement zugänglich zu machen.

### Forschung
Die KU ist Mitglied der Deutschen Forschungsgemeinschaft. Schon seit ihrer Gründung verfügt die KU neben den verschiedenen Lehrstühlen und Professuren, an denen Forschung betrieben wird, über mehrere Forschungseinrichtungen und Forschungsstellen, siehe im Abschnitt weiter unten.
Gemeinsam mit der Hochschule für Philosophie und der Katholischen Stiftungsfachhochschule München hat die KU 2016 zudem das Zentrum für Ethik der Medien und der digitalen Gesellschaft gegründet.
Als zentrale Bausteine zur Forschungsförderung wurde eine Graduiertenakademie eingerichtet, vom Träger Mittel zur Anschub- und Ergänzungsfinanzierung PRO FORschung (proFOR+) zur Verfügung gestellt und ein Zentrum für Forschungsförderung eingerichtet, um Wissenschaft und Forschung an der KU zu bündeln und zu koordinieren.
Im Juni 2018 wurde die neue Forschungseinheit Key Concepts in Interreligious Discourses (KCID) zusammen mit der Islamwissenschaft der Friedrich-Alexander-Universität Erlangen-Nürnberg eingerichtet. Gemeinsam sollen über die Fachgrenzen hinweg die theoretischen Wurzeln dieser Religionsgemeinschaften erforscht werden und ein Beitrag zur interreligiösen Akzeptanz geleistet werden. Im Oktober 2019 startete das Zentrum Religion, Kirche, Gesellschaft im Wandel (ZRKG) als fakultätsübergreifende, interdisziplinäre Forschungseinrichtung; Leiter ist Martin Kirschner.

### Internationale Vernetzung
Derzeit stehen Studierenden der KU gut 370 Austauschmöglichkeiten in 60 Ländern zur Verfügung. Studierende, die für ein Studiensemester oder ein Praktikumssemester ins Ausland möchten, betreut das International Office ebenso wie ausländische Studierende, die an der KU immatrikuliert sind.
Mehrere Studiengänge an der KU sind per se international ausgerichtet. Dazu zählen u. a. die Doppelabschluss-Studiengänge Deutsch-Französische Politikwissenschaft, Deutsch-Chinesische Internationale Betriebswirtschaftslehre und der Deutsch-Finnische Master InterculturAd/Werbung interkulturell.

## Fakultäten
Die Universität bietet heute in ihren acht Fakultäten über 40 Studiengänge an.
- Theologische Fakultät
- Philosophisch-Pädagogische Fakultät
- Sprach- und Literaturwissenschaftliche Fakultät
- Geschichts- und Gesellschaftswissenschaftliche Fakultät
- Mathematisch-Geographische Fakultät
- Wirtschaftswissenschaftliche Fakultät Ingolstadt (WFI – Ingolstadt School of Management)
- School for Transformation and Sustainability (FH)
- Fakultät für Soziale Arbeit (FH)

### Mathematisch-Geographische Fakultät

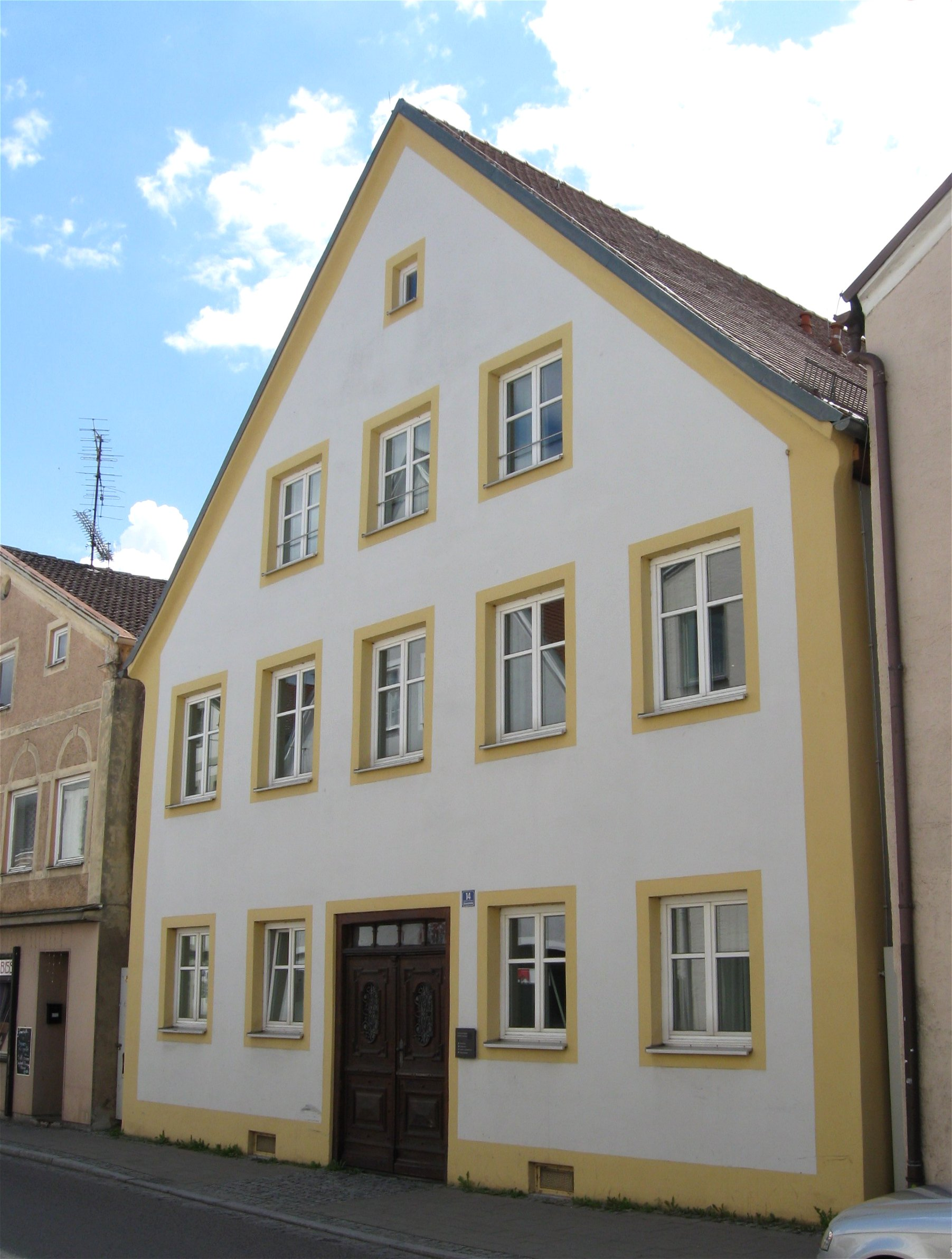
Gebäude Ostenstraße 14, ehemals Sitz des Fachbereichs Informatik; heute sind dort Büroräume der physischen Geografie untergebracht

Die Mathematisch-Geographische Fakultät (MGF), die sich aus der Mathematik und der Geographie zusammensetzt, deckt Kernfächer an der Katholischen Universität Eichstätt-Ingolstadt ab.

#### Mathematik
Das Fach Mathematik leistet eine Ausbildung im Bachelor- und Masterbereich mit einem wirtschaftsmathematischen Schwerpunkt und darüber hinaus in Vernetzung mit Wirtschaftswissenschaften und Psychologie auch im Lehramt.
Ehemals existierte auch ein kleiner Teilbereich Informatik, der inzwischen jedoch aufgegeben wurde. Informatik wird an der KU jedoch weiterhin in der Sozialen Arbeit und in den Wirtschaftswissenschaften gelehrt.
2022 wurde das Mathematische Institut für Maschinelles Lernen und Data Science (MIDS) gegründet. Die dort tätigen Wissenschaftlerinnen und Wissenschaftler forschen auf dem Feld der Künstlichen Intelligenz. Für Studierende wird ein Bachelorstudiengang Data Science angeboten. Angesiedelt ist das Institut in Ingolstadt.

#### Geographie
Die Geographie bietet sowohl für die Humangeographie (Wirtschafts- und Kulturgeographie) mit dem Tourismus als auch für die Physische Geographie mit der Umweltgeographie entsprechende Spezialisierungen an. Zusätzlich zu einem Bachelorstudium für Geographie kann im Masterbereich ein Schwerpunkt für Tourismus und Regionalplanung oder Naturgefahren- und Umweltprozesse absolviert werden. Außerdem existiert ein Masterstudiengang Bildung für nachhaltige Entwicklung.
Der Lehrstuhl für Physische Geographie/Landschaftsökologie und nachhaltige Ökosystementwicklung unterhält die universitätseigene Wetterstation. Der Betrieb der Anlage und die Auswertung der Messdaten wird gemeinsam mit dem studentischen AK Wetterschau organisiert.

Wetterstation der KU
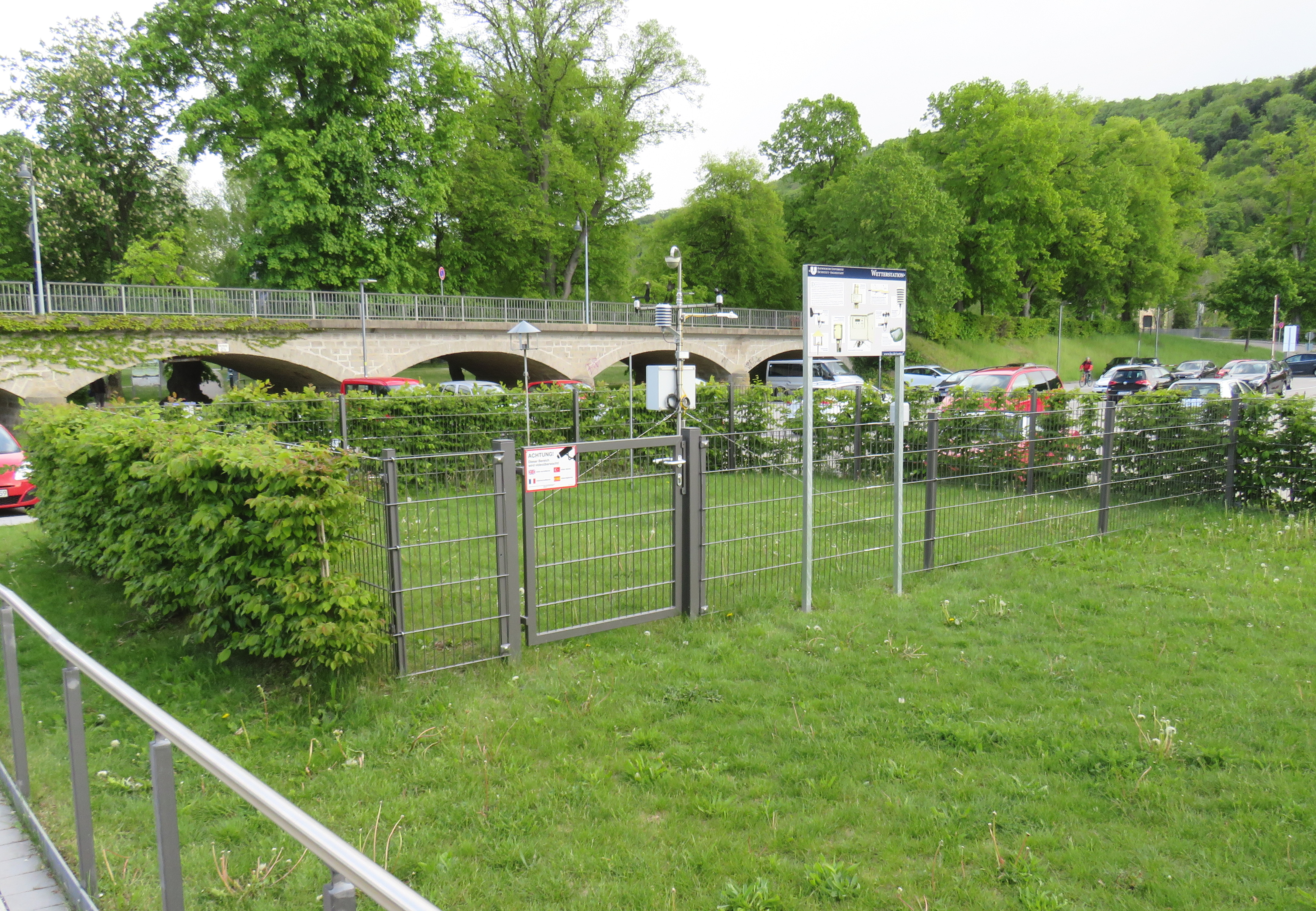
Ansicht der Wetterstation
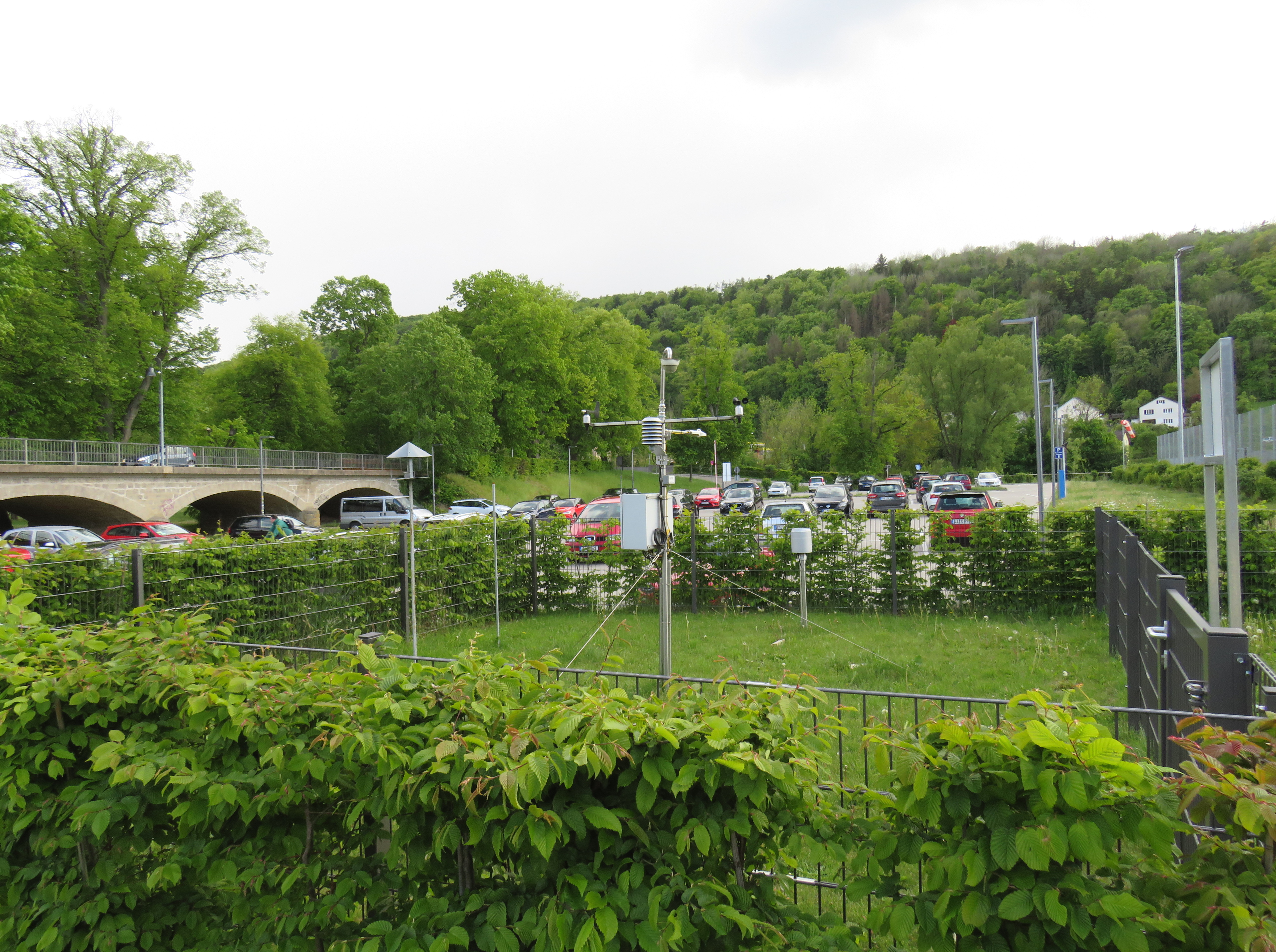
Ansicht der Wetterstation
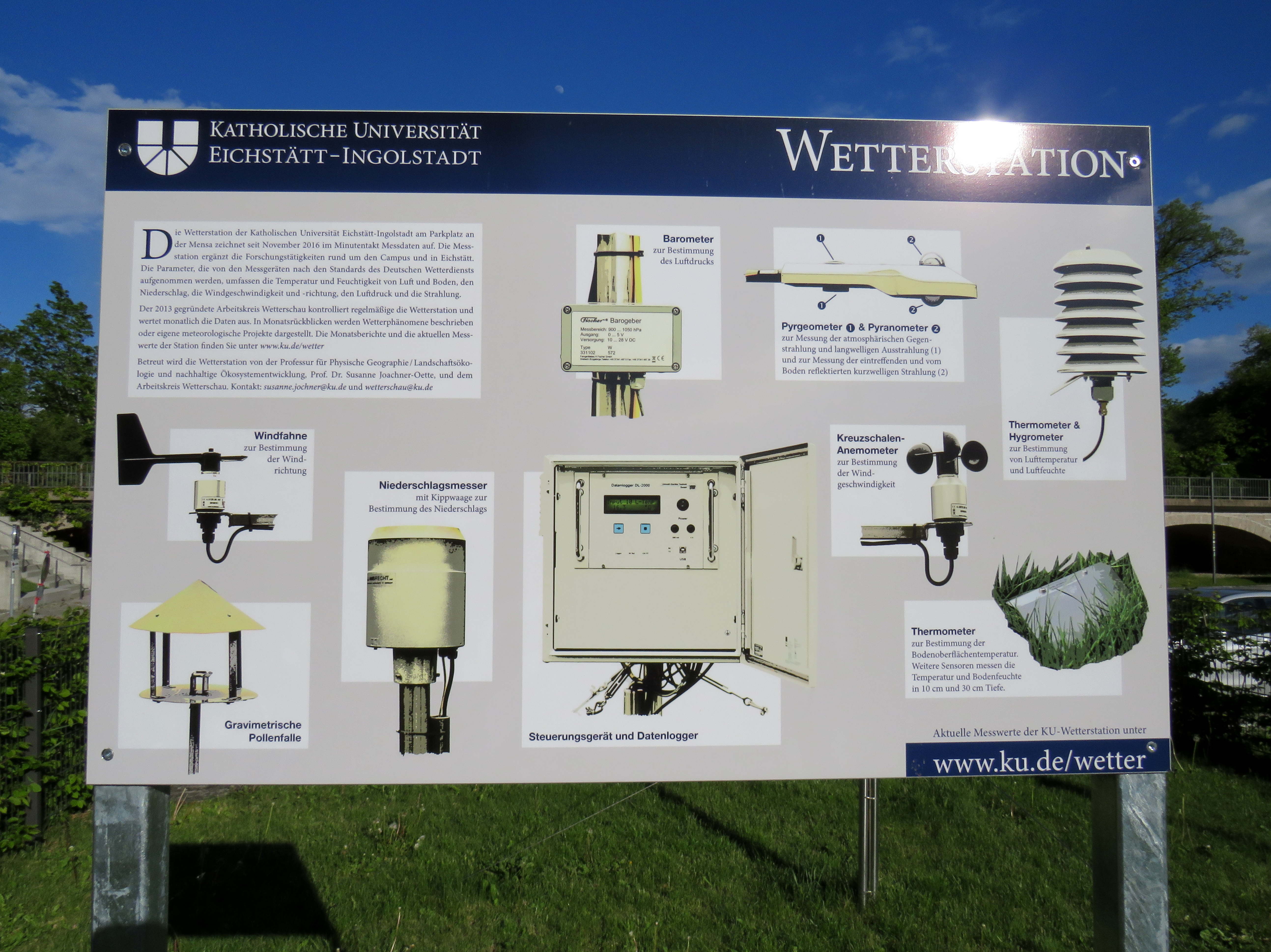
Hinweistafel mit Erklärungen zu den einzelnen Messgeräten
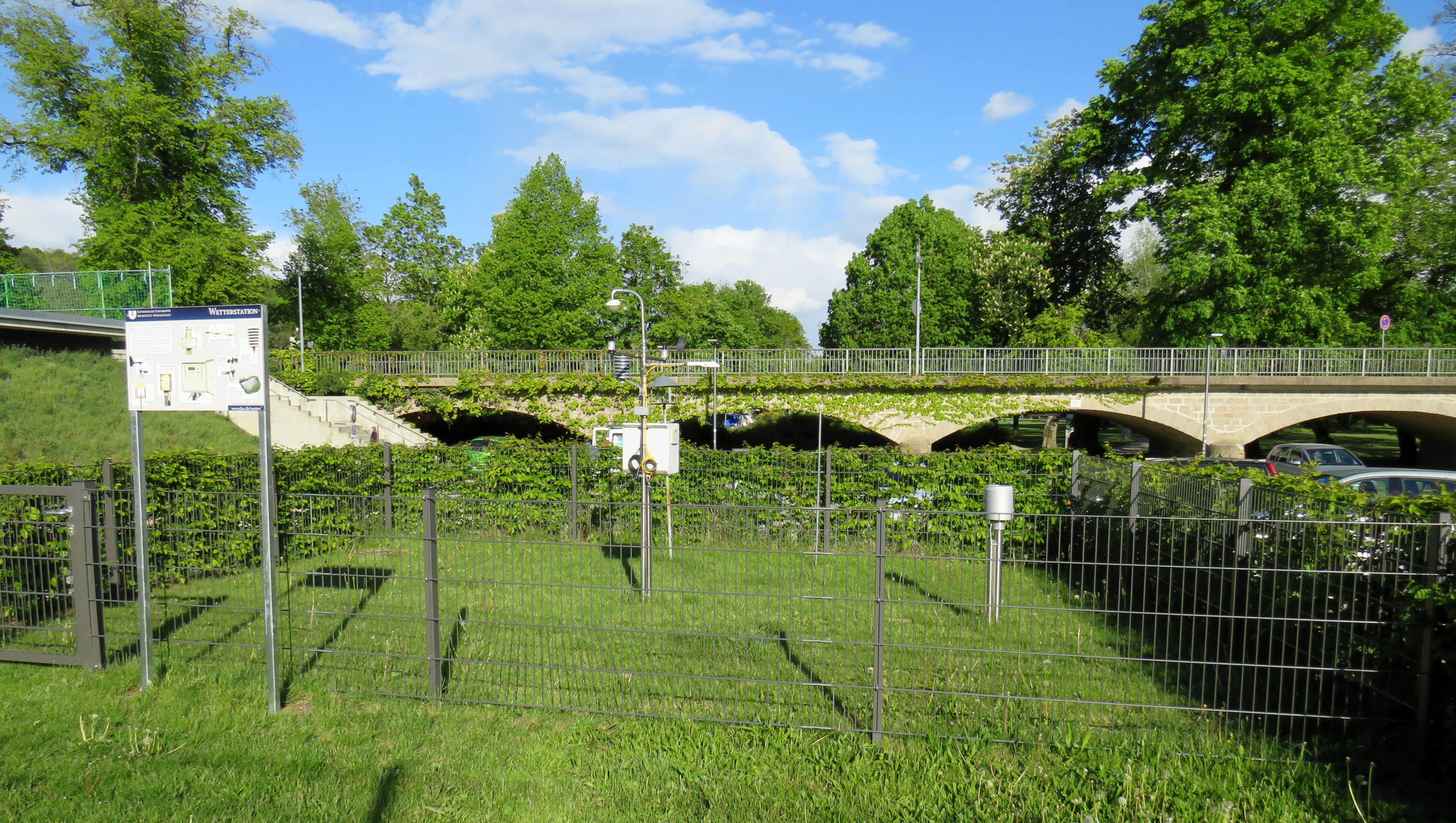
Ansicht der Wetterstation

#### Didaktik der Biologie
An der Fakultät wird zudem Lehrerbildung im Fachbereich Biologie betrieben.

### Wirtschaftswissenschaftliche Fakultät (WFI – Ingolstadt School of Management)
Die wirtschaftswissenschaftliche Fakultät der Katholischen Universität Eichstätt-Ingolstadt, die unter der Bezeichnung WFI – Ingolstadt School of Management öffentlich auftritt, befindet sich auf dem zweiten Campus der Universität in Ingolstadt. Sie wurde 1989 gegründet und bietet mit 20 Lehrstühlen bei knapp 1.000 Studenten ein Betreuungsverhältnis von Lehrenden zu Lernenden von 1:11. Das Motto der Management School lautet: „klein – fein – anspruchsvoll“.
Die Auswahl der Studenten erfolgt seit 1996 über ein hochschuleigenes Verfahren. Ein Komitee evaluiert hierbei das Potential der Bewerber mit dem Ziel gesellschaftlich engagierte und intellektuell leistungsstarke Studenten zu einem Studium an der WFI zuzulassen. Die Bewertungskriterien sind vielschichtig, neben den Leistungen der Hochschulzugangsberechtigung werden u. a. Praxiserfahrung, soziales Engagement und Leistungsmotivation berücksichtigt.
Für ihre Leistungen und Verdienste beim Austausch von deutschen und ausländischen ERASMUS-Studierenden und Dozenten ist die Katholische Universität Eichstätt-Ingolstadt vom Deutschen Akademischen Austauschdienst (DAAD) mit dem europäischen Qualitätssiegel E-Quality (2006) ausgezeichnet worden.

### Theologische Fakultät
Die Theologische Fakultät ist im Ulmer Hof, einem ehemaligen Domherrenhaus, gegenüber von Schutzengelkirche und Priesterseminar untergebracht. Mehr als ein Dutzend Lehrstühle und Professuren wirken in Lehre und Forschung. Fachgebiete innerhalb der Fakultät sind u. a. Philosophie und Grenzfragen der Theologie, Biblische Theologie, Historische Theologie, Systematische Theologie und Praktische Theologie. Der ThF nahestehende Institutionen sind das Mentorat, das Priesterseminar Willibaldinum und das Collegium Orientale.
Seit 2016 ist Martin Kirschner Inhaber der Professur für Theologie und Transformationsprozesse der Gegenwart – die Professur ist die bundesweit erste von der DFG finanzierte Heisenberg-Professur im Bereich der katholischen Theologie.

### Philosophisch-Pädagogische Fakultät

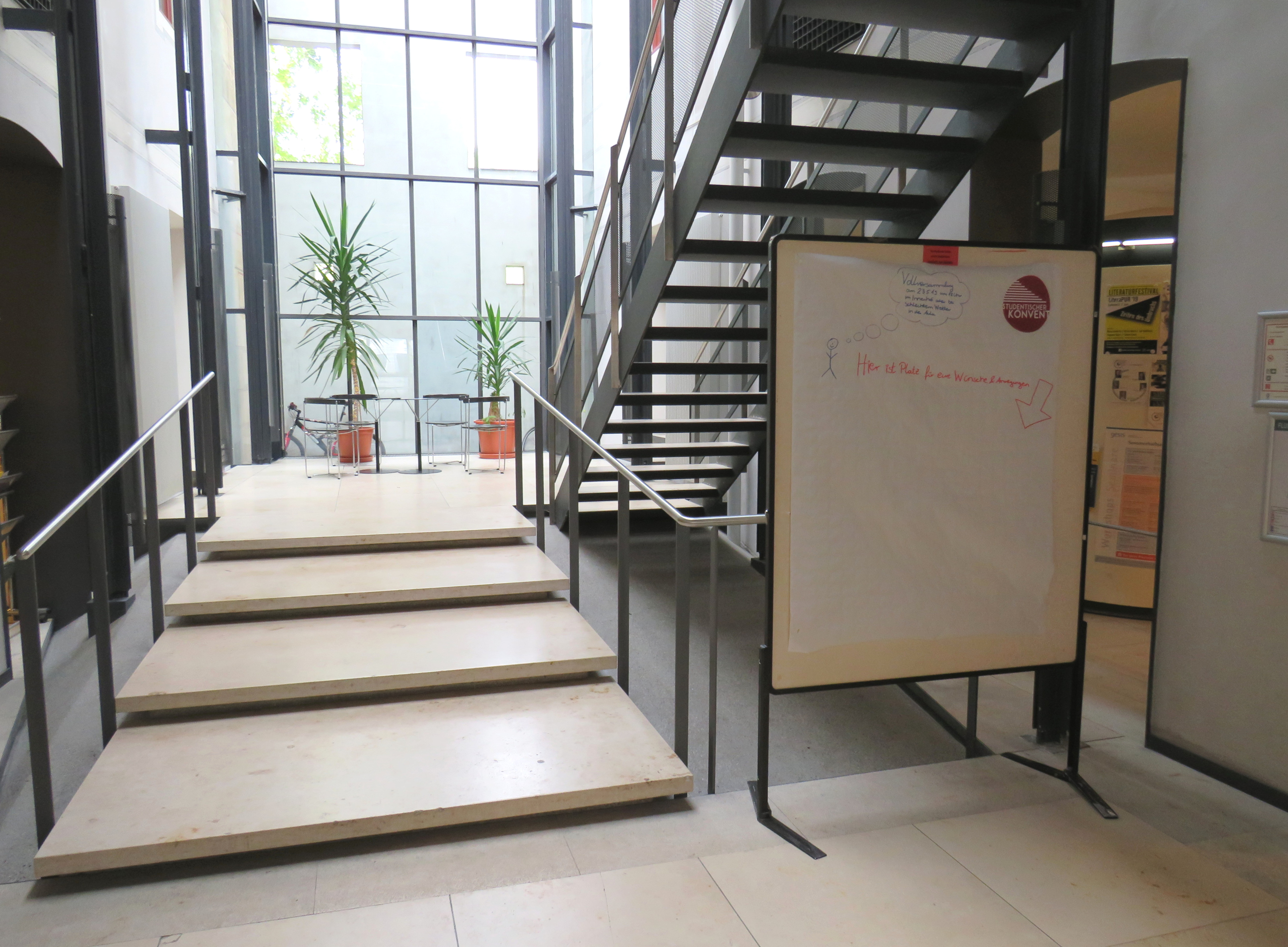
Foyer des Gebäudes Ostenstraße 25 (Waisenhaus), Sitz der Psychologie und der Journalistik sowie des EEG-Labors

Die PPF umfasst die Fachgebiete Pädagogik, Philosophie, Psychologie, Kunst, Musik und Sport. Sie ist unterteilt in neun Lehrstühle und neun Professuren. Im Rahmen des Faches Psychologie wird auch ein schulpsychologischer Schwerpunkt angeboten. Von der Professur für Kunstpädagogik und Kunstdidaktik wird seit 2017 auch die hochschuleigene University Art Gallery am Eichstätter Marktplatz betreut. Ebenso ist an der Fakultät die UniMusik als Zusammenschluss der Ensembles der Fächer Musikpädagogik-/didaktik und Musikwissenschaft und als Veranstalter regelmäßiger Konzertevents verortet.

### Sprach- und Literaturwissenschaftliche Fakultät
Die Sprach- und Literaturwissenschaftliche Fakultät ist mit 974 Studierenden (Stand: WS 24/25) die größte Fakultät der KU. Sie vereinigt die Philologien, Anglistik/Amerikanistik, Germanistik, Romanistik, die Fächer Kunstgeschichte, Klassische Archäologie und Journalistik unter ihrem Dach. Gemeinsam ist den Fachgebieten eine kultur- und medienwissenschaftliche Orientierung.

### Geschichts- und Gesellschaftswissenschaftliche Fakultät
Die Geschichts- und Gesellschaftswissenschaftliche Fakultät besteht aus den Fachbereichen Geschichte, Politikwissenschaft, Soziologie und Europäische Ethnologie. Sie ist unterteilt in neun Lehrstühle und sechs Professuren. Seit Ende der 1980er Jahre gibt es zudem die Otto von Freising-Gastprofessur in der Geschichts- und Gesellschaftswissenschaftliche Fakultät, Inhaber waren bislang u. a. Paul Kirchhof, Heinrich Oberreuter und Uwe Backes.

### Fakultät für Soziale Arbeit (FH)
Die Fakultät für Soziale Arbeit ist eine FH-Fakultät der KU. 472 Studierende waren im Wintersemester 2024/25 in den fünf Studiengängen der Fakultät immatrikuliert. Neben dem klassischen Bachelor- und Masterstudiengang Soziale Arbeit bietet die Fakultät mit den Bachelorstudiengängen Bildung und Erziehung in der Kindheit sowie Pflegewissenschaft und dem Masterstudiengang Sozialinformatik auch innovative Profilbereiche.

### School of Transformation and Sustainability (früher: Fakultät für Religionspädagogik und Kirchliche Bildungsarbeit (FH))
Am 1. Oktober 2023 wurde die Fakultät für Religionspädagogik und Kirchliche Bildungsarbeit in die School of Transformation and Sustainability (STS) überführt und ist die kleinere von zwei FH-Fakultäten der KU. Praxisorientiertes und zeitgemäßes Lernen sollen u. a. die Lernwerkstatt und die Medienwerkstatt ermöglichen.

## Einrichtungen

### Zentrale Forschungseinrichtungen

#### Zentralinstitut für Lateinamerika-Studien (ZILAS)
Die Katholische Universität Eichstätt-Ingolstadt gehört zu den wenigen Universitäten in Deutschland, an denen die Beschäftigung mit Lateinamerika einen Studien- und Forschungsschwerpunkt bildet. Das 1985 gegründete Zentralinstitut (ZILAS) erforscht zentrale gesellschaftlicher Bereiche und Vorgänge sowie wichtiger kultureller Phänomene in Geschichte und Gegenwart der Länder Lateinamerikas.

#### Zentralinstitut für Ehe und Familie in der Gesellschaft (ZFG)
Der Forschungsschwerpunkt liegt vorrangig im Bereich der empirisch orientierten Familienwissenschaft. Nach dem interdisziplinären Selbstverständnis des Instituts werden jedoch Beiträge aller Disziplinen der Partnerschafts- und Familienforschung berücksichtigt.

#### Zentrum Flucht und Migration (ZFM)
Das Zentrum Flucht und Migration bündelt die Forschungsaktivitäten an der Katholischen Universität Eichstätt-Ingolstadt im Themenbereich Flucht und Migration, unterstützt Forschungsvorhaben und bahnt Kooperationen an. Es entwickelt auch Bildungsformate zu diesem Themenbereich und begleitet Studieninteressierte mit Fluchterfahrung. Vom 4. bis 6. Oktober 2018 richtete das Zentrum Flucht und Migration an der Katholischen Universität Eichstätt-Ingolstadt die zweite Konferenz des Netzwerks Flüchtlingsforschung aus.

#### KU Zentrum Religion, Kirche, Gesellschaft im Wandel (ZRKG)
Im Oktober 2019 wurde das KU Zentrum Religion, Kirche, Gesellschaft im Wandel (ZRKG) eingerichtet. Seit 2020 agiert es als eigenständige Forschungseinrichtung fakultätsübergreifend und interdisziplinär. Leiter des Zentrums ist Martin Kirschner.

### Weitere Forschungsstellen
- Aueninstitut Neuburg: Dieses Institut ist eine Forschungseinrichtung der Professur für Angewandte Physische Geographie mit Sitz in Neuburg an der Donau auf dem Jagdschloss Grünau. Es findet Forschung im Bereich der Auen- und Gewässerökologie statt. Eingerichtet wurde das Aueninstitut im Jahre 2006.[92] Seit 2010 ist es Teil der Universität.[93]
- Forschungsstelle Christlicher Orient: Forschungseinrichtung der Theologischen Fakultät; Forschung im Bereich des kirchlichen und gesellschaftlichen Lebens orientalischer Christen
- Forschungsstelle Geistliche Literatur des Mittelalters
- KU Research Institute for Taxation
- KU Research Institute for Business and Economics in Service of Humanity (BESH): Das KU Research Institute for Business and Economics in Service of Humanity wurde 2019 neu eingerichtet. Das Institut führt durch, veröffentlicht und erhebt kollaborative, interdisziplinäre Forschung im Bereich Wirtschaftswissenschaften. Im Fokus stehen dabei Herausforderungen in Bezug auf die Menschlichkeit.[94]

#### Graduiertenkollegs (laufend)
- DFG-Graduiertenkolleg „Practicing Place. Soziokulturelle Praktiken und epistemische Konfiguration“
- Ethik, Kultur und Bildung für das 21. Jahrhundert

#### Sonstige Forschungseinrichtungen
- Zentrum für Entrepreneurship
- Zentrum für Ethik der Medien und der digitalen Gesellschaft (zem::dg)
- Artificial Intelligence Network Ingolstadt gGmbH (AININ)

#### Externe Institute im Umfeld der Katholischen Universität
- Institut für digitales Lernen[95]
- Center for Corporate Citizenship e. V. ist ein interdisziplinäres Zentrum zur Erforschung und strategischen Gestaltung des gesellschaftlichen Engagements von Unternehmen (Corporate Citizenship).[96]
- Franz von Assisi Akademie zum Schutz der Erde e. V.[97]
- ISIS – Institut zur interdisziplinären und interkulturellen Erforschung von Phänomenen sozialer Exklusion (ISIS e. V.)[98]

### Sozialwerk

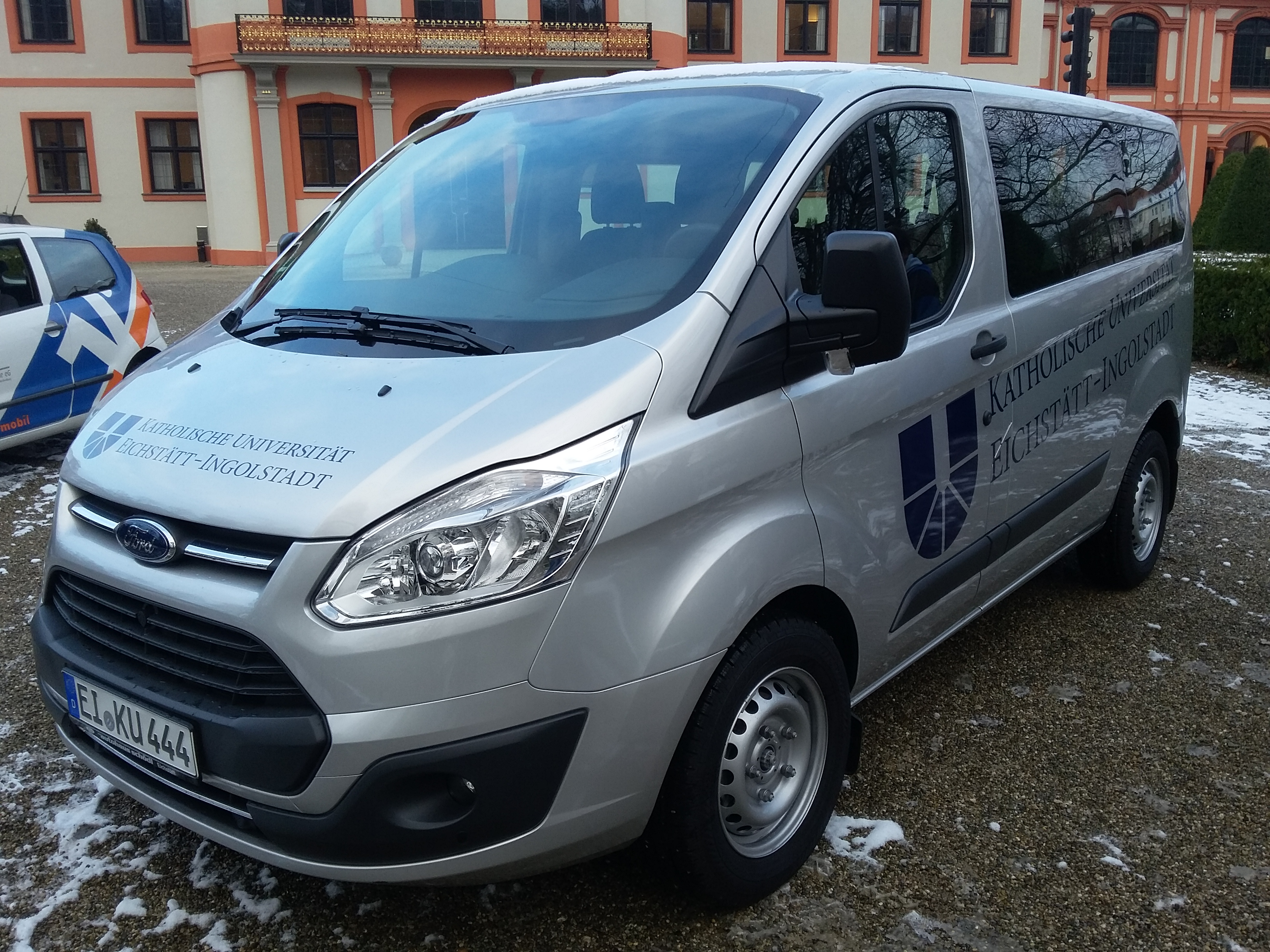
Ford Transit aus der Fahrzeugflotte des Sozialwerks

Das Sozialwerk ist ebenfalls eine Einrichtung der Universität. Rechtlich ist es als eingetragener Verein organisiert. Alle Studierenden der Universität sind automatisch Vereinsmitglied und tragen über ihren Semesterbeitrag zur Finanzierung bei.
Das Sozialwerk stellt verschiedene Angebote zur Förderung der wirtschaftlichen und sozialen Belange der Studierenden bereit, so u. a. im Bereich der psychologisch-psychotherapeutischen Beratung und der Rechtsberatung. Es übernimmt die Kosten für den Transfer zwischen beiden Hochschulstandorten im Rahmen von Lehrveranstaltungen und erstattet einen Teil der Kosten für den ÖPNV. Außerdem bietet es Kleinbusse an, die von den Mitgliedern der Universität für universitäre Zwecke gemietet werden können.

### Weitere Einrichtungen

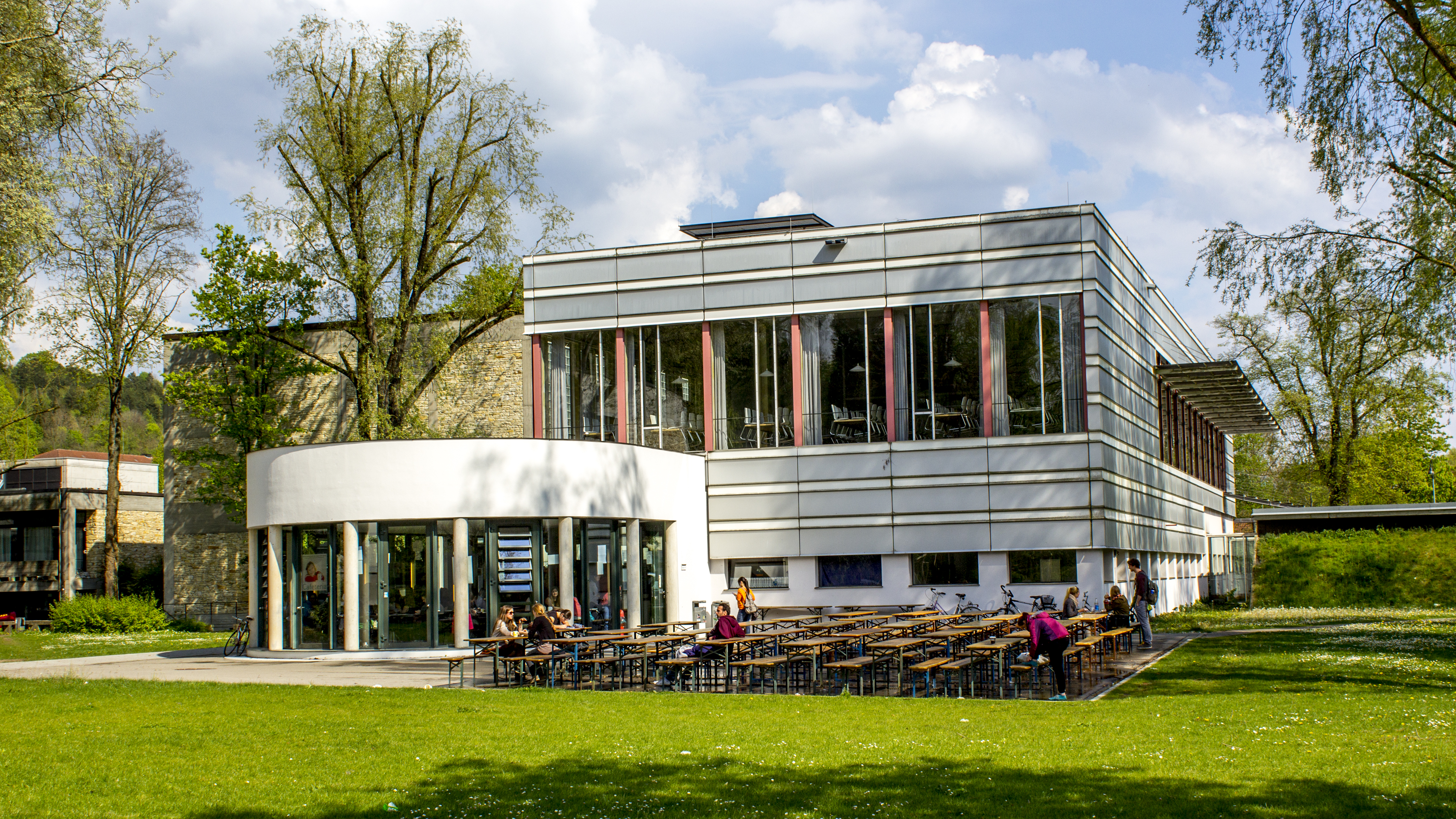
Mensa und Cafeteria

Weitere zentrale Einrichtungen sind das Zentrum für Lehrerbildung und Bildungsforschung, das Rechenzentrum, das Zentrum für Forschungsförderung, die vom Studierendenwerk Erlangen-Nürnberg getragene Mensa und Cafeteria, das Sprachenzentrum, das Sportzentrum, die Hochschulambulanz sowie das Universitätsarchiv.
Am 1. Juli 2019 übernahm die Stiftung der Katholischen Universität Eichstätt-Ingolstadt die Trägerschaft über das Jura-Museum. Den Betrieb des Museums verantwortet die Universität. Diese möchte das Museum in Forschung und Lehre einbinden und das Ausstellungskonzept überarbeiten.
Zusammen mit der Stadt Ingolstadt und dem Digitalen Gründerzentrum brigk betreibt die KU seit September 2019 ein Reallabor in Ingolstadt. Es dient als Ausstellungsraum für experimentelle Technologien im Bereich der Urban Air Mobility.

### Ehemalige Einrichtungen

#### Zentralinstitut für Mittel- und Osteuropastudien (ZIMOS)

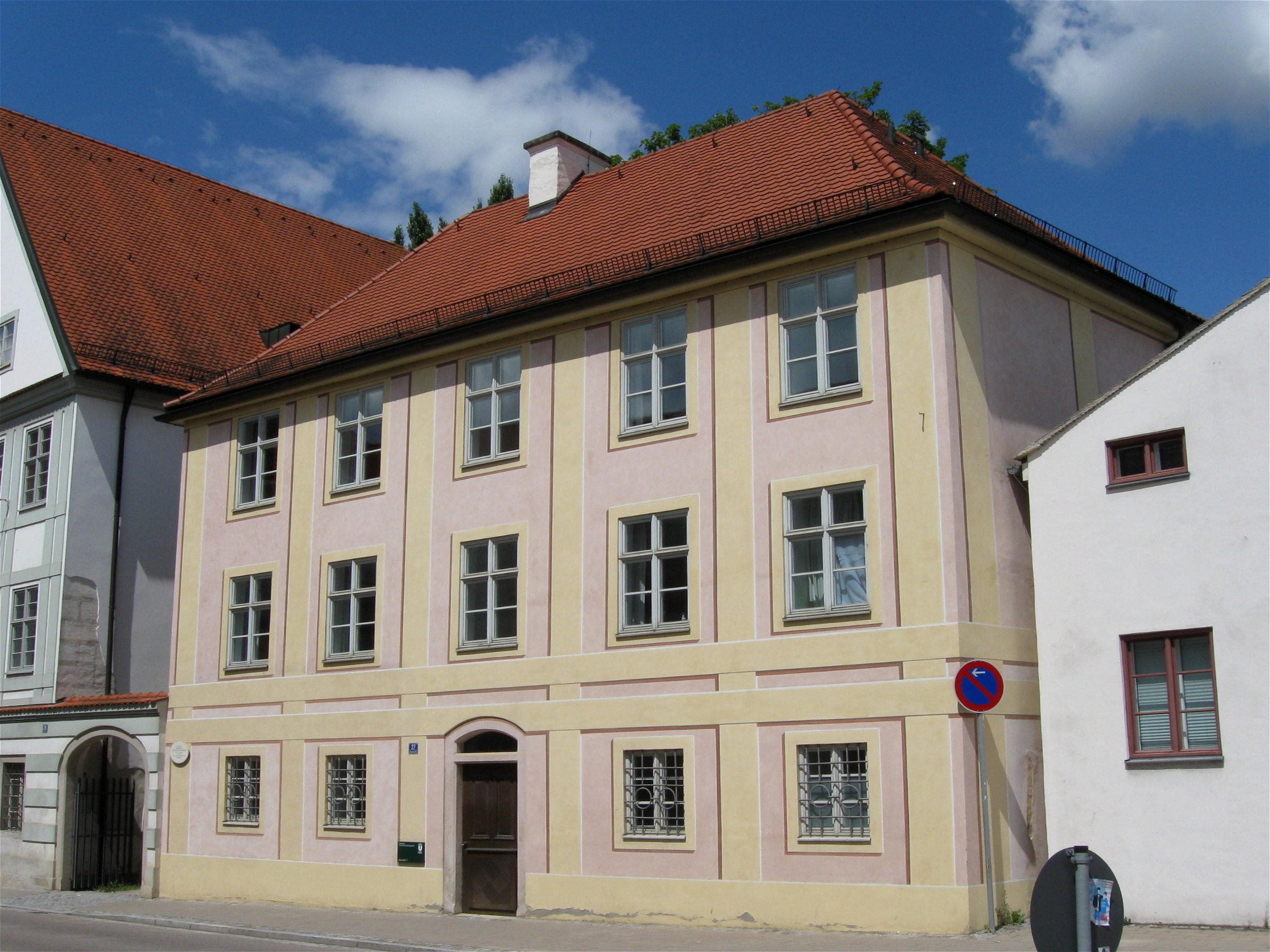
Ehemaliger Sitz des ZIMOS in der Ostenstraße

Das durch Drittmittel finanzierte Zentralinstitut für Mittel- und Osteuropastudien wurde 1994 vom Stiftungsrat der Katholischen Universität Eichstätt-Ingolstadt als zentrale Einrichtung errichtet. Die Forschung konzentrierte sich auf die Zeit- und Ideengeschichte der Länder des ehemaligen Ostblocks. Schwerpunkte waren die aktuellen Transformationsprozesse in Wirtschaft, Kultur und Gesellschaft. Im Juni 2019 beschloss der Senat der KU, das ZIMOS aufzuheben.

## Universitätsbibliothek
Den Studierenden und Dozenten steht eine moderne Universitätsbibliothek mit 1.989.399 Bänden zur Verfügung, die in mehrere Standorte aufgeteilt ist: Zentralbibliothek, Teilbibliothek 1 „Ulmer Hof“, Teilbibliothek 2 „Aula“, Teilbibliothek 3 „Hofgarten" / Historische Bestände und die Wirtschaftswissenschaftliche Zweigbibliothek Ingolstadt. Einsicht in den Bestand und Bestellungen können über den Bibliothekskatalog OPAC vorgenommen werden. Technisch ist die Universitätsbibliothek mit Computer-Terminals, Arbeitskabinen und verschiedenen Multimediageräten ausgestattet. Ebenfalls im Bibliothekskatalog der Universitätsbibliothek Eichstätt-Ingolstadt nachgewiesen sind die Bestände verschiedener eigenständiger Bibliotheken, die Bibliothek der Technischen Hochschule Ingolstadt, die Bibliotheken der beiden Eichstätter Priesterseminare Collegium Willibaldinum und Collegium Orientale, sowie die eigenständigen Klosterbibliotheken des Klosters Plankstetten, des Klosters St. Walburg und des Klosters Salesianum Rosental.

### Bestand
2023 verwaltete die KU ca. 2 Millionen physische Einheiten, 1.134 laufende Zeitschriften und Zeitungen in Printausgabe sowie Online-Zugriff auf 66.013 elektronische Zeitschriften. Die Abteilung Historische Bestände in der Teilbibliothek 3 „Hofgarten“ verwaltet unter anderem 6.144 Handschriften (einschließlich Musikhandschriften), mehr als 1.200 Inkunabeln, 128 Nachlässe, 18 Vereins- und Verlagsarchive, eine Graphische Sammlung mit über 100.000 Einheiten, ca. 400.000 alte Drucke bis 1800, historische Schallplatten sowie Altkarten und Atlanten.
In die Katholische Universität Eichstätt-Ingolstadt wurden erhebliche Größenordnungen von aufgelösten Klosterbibliotheken der Bibliothek zugeführt, was trotz Anmietung von großen Lagerräumen in Eichstätt (wie z. B. der Schäfflerhalle) bis 2012 zu massiven Raumproblemen führte. Im Februar 2007 wurde bekannt, dass die Bibliothek der Universität 80 Tonnen (ca. 100.000) Bücher der Altpapierverwertung zugeführt hatte. Nach einer Anzeige hatte die Staatsanwaltschaft Ingolstadt Ermittlungen aufgenommen und Anfang Januar 2008 wurde von dort Anklage gegen Angelika Reich, die Leiterin der Universitätsbibliothek, wegen Untreue in fünf Fällen erhoben. Eine Untersuchung der Bayerischen Staatsbibliothek als Aufsichtsbehörde kam zum Schluss: „Der Vorwurf der massenweisen Vernichtung wertvoller Bücher aus dem Kapuzinerbestand kann nicht bestätigt werden“. Im September 2009 wurde die damalige Leiterin der Unibibliothek freigesprochen.

### Standorte

#### Zentralbibliothek

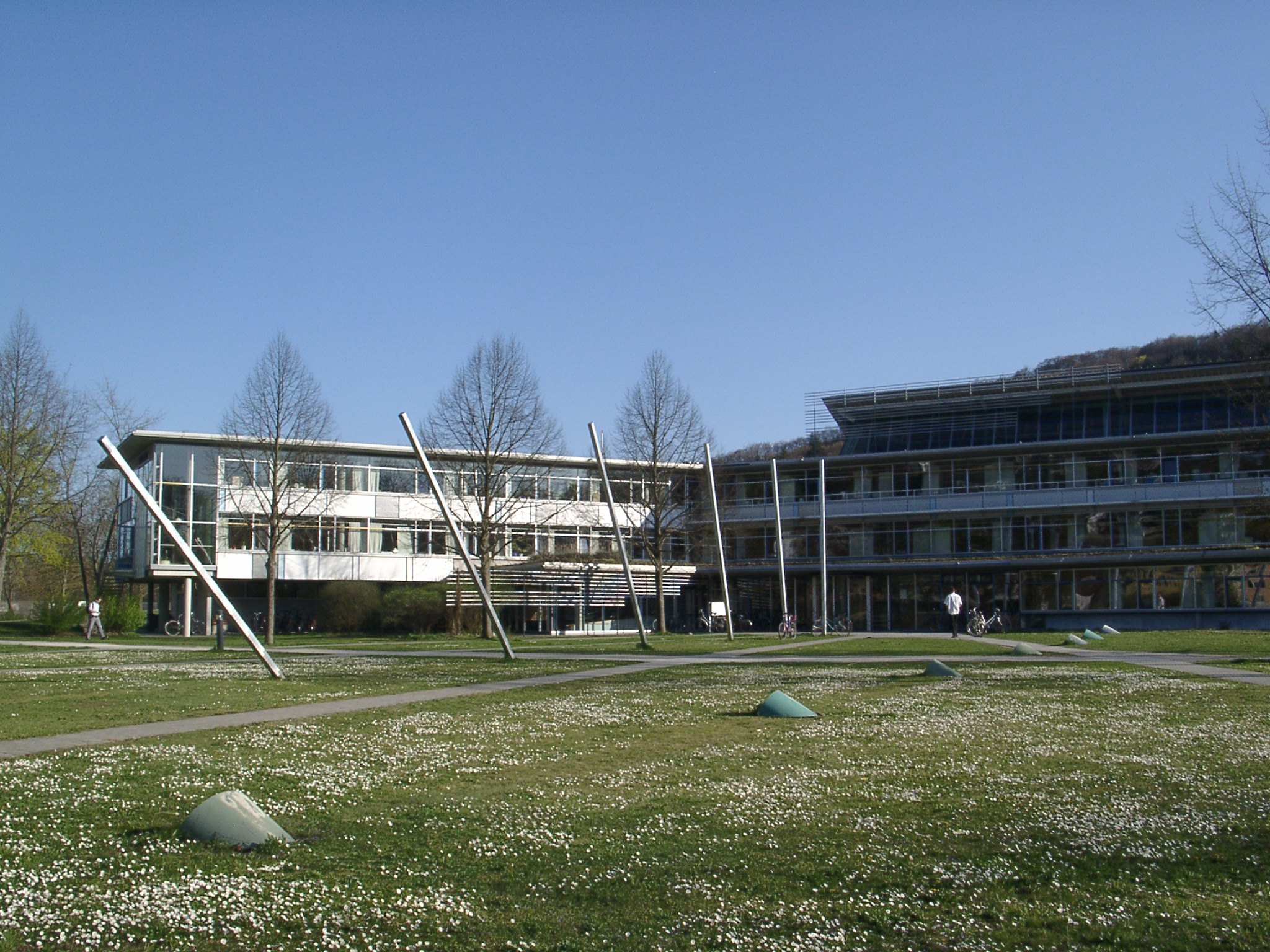
Die Zentralbibliothek der Katholischen Universität Eichstätt-Ingolstadt

Die Zentralbibliothek wurde von 1984 bis 1987 unter der Leitung des Architekten Günter Behnisch bzw. seines Büros Behnisch & Partner neu gebaut. Das Gebäude, konzipiert als sternförmiger Flachbau in Stahlskelettkonstruktion, beherbergt neben der Zentralbibliothek auch Büro- und Seminarräume sowie das Sprachlabor und das Fotolabor. Außerdem haben das Dekanat der Sprach- und Literaturwissenschaftlichen Fakultät und der Geschichts- und Gesellschaftswissenschaftlichen Fakultät in diesem Gebäude ihren Sitz. Im Foyer findet sich Platz für Ausstellungen, Schließfächer und einen Aufenthaltsbereich. Der Bau erhielt 1987 den BDA-Preis Bayern.
Die Zentralbibliothek umfasst Werke aus den Fachbereichen Geschichtswissenschaft, Politikwissenschaften, Kunstgeschichte, Klassische Archäologie, Allgemeine Sprach- und Literaturwissenschaft, Klassische Philologie, Anglistik, Romanistik, Germanistik, Slawistik, Politikwissenschaft und Volkskunde. Außerdem befinden sich dort u. a. die Zeitschriftensammlung, die Lehrbuchabteilung sowie Allgemeine Nachschlagewerke.
In diesem Gebäude befindet sich auch ein Teil des Magazins der Bibliothek. Wegen des Platzproblems wurde 2012 unterirdisch am Kloster Rebdorf ein neues Magazingebäude für weitere eine Million Bücher fertiggestellt. Neben Beständen aus aufgehobenen Klosterbibliotheken sollen Zeitschriftenjahrgänge, die älter als 15 Jahre sind, und weniger genutzte Bestände aller Eichstätter Bibliotheksstandorte in das Magazin überführt werden. Das Gebäude hat eine Länge von 130 Metern und eine Breite von 22 Metern und ist mit einer hochmodernen, elektronisch gesteuerten Kompaktregalanlage ausgestattet.

#### Teilbibliothek 1 „Ulmer Hof“

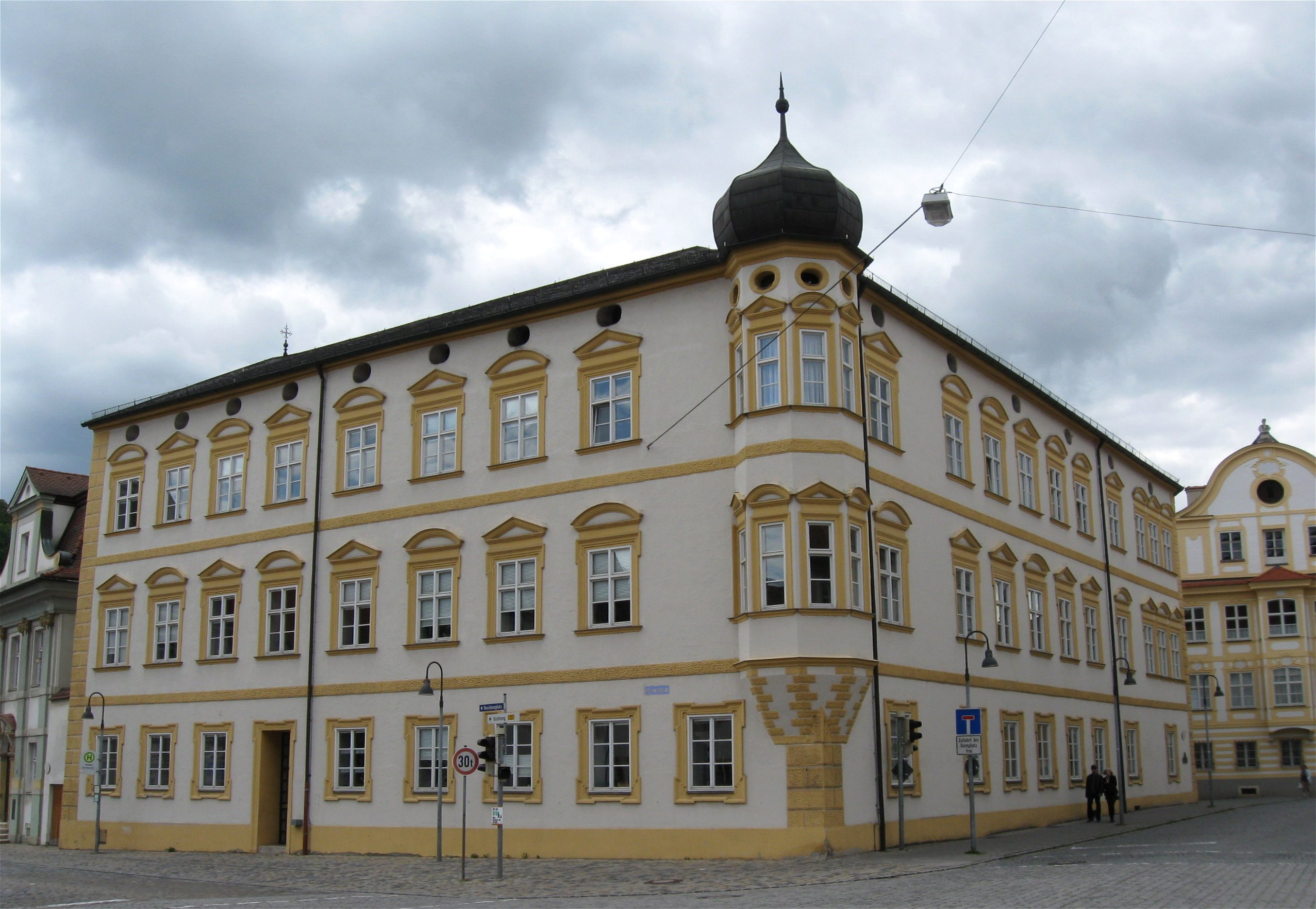
Teilbibliothek 1 „Ulmer Hof“

Das Gebäude Ulmer Hof wurde um 1625 erbaut. 1688 wurde es durch Giovanni Giacomo Engl zum barocken Stadtpalais ausgebaut. Es diente als Domherrenhof für Karl Ferdinand und Ernst von Ulm zu Erbach. Nach der Säkularisation befand sich der Bau zwischenzeitlich in Privatbesitz und wurde 1842 durch das Königliche Humanistische Gymnasium (das heutige Willibald-Gymnasium) erworben. 1977 kaufte die Universität das Gebäude. Zwischen 1978 und 1980 erfolgte schließlich durch Karljosef Schattner sowie Jörg Homeier und Andreas Fürsich der Umbau zur Fachbereichsbibliothek Theologie der Katholischen Universität. Im Jahre 1987 wurde der Teilbibliothek Ulmer Hof der BDA-Preis Bayern zuerkannt.
Diese Teilbibliothek umfasst die Fachbereiche Theologie, Philosophie und Musikwissenschaft.

#### Teilbibliothek 2 „Aula“

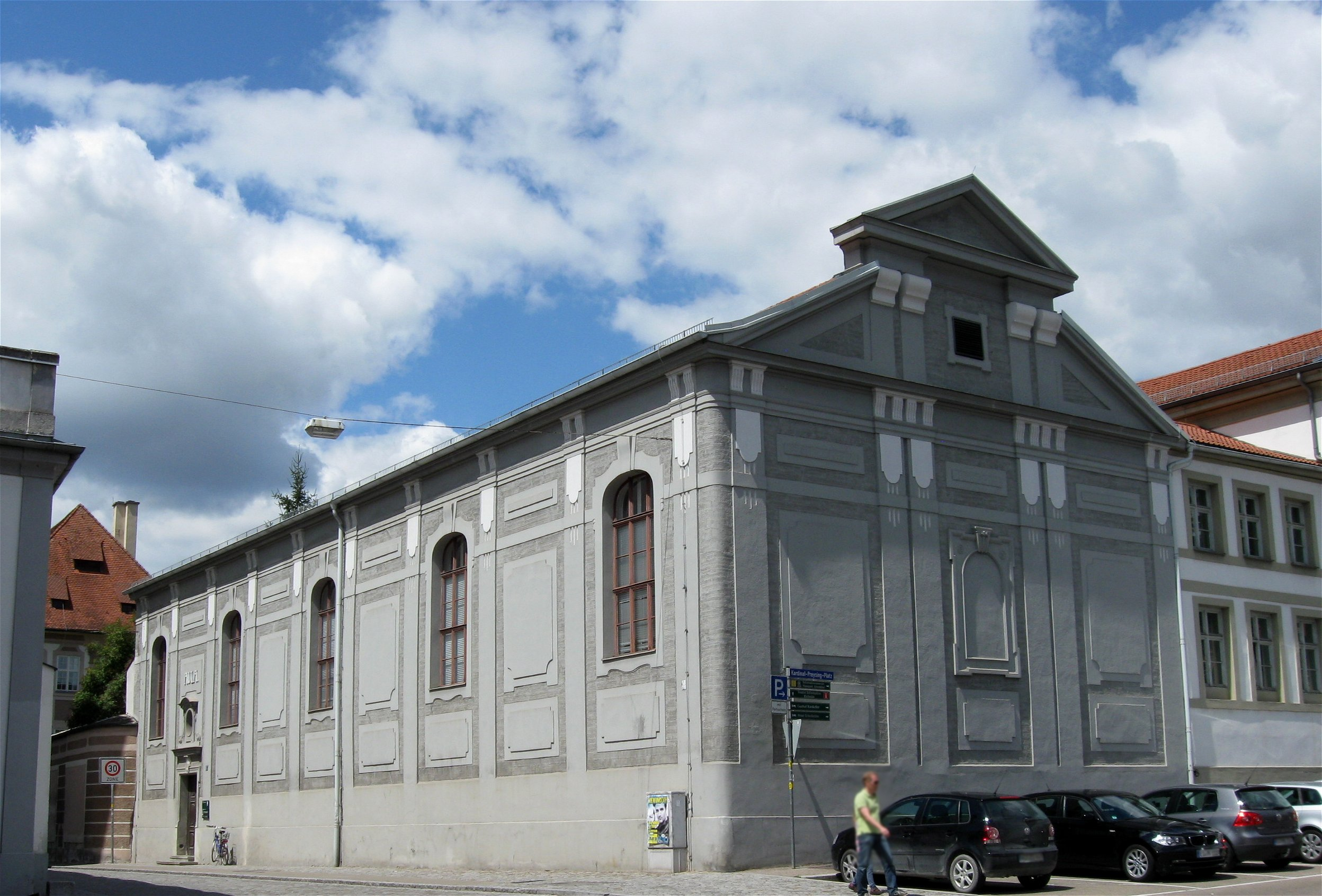
Teilbibliothek 2 „Aula“

Zwischen 1727 und 1738 wurde durch Gabriel de Gabrieli in der Ostenstraße direkt an der Stadtmauer eine neue fürstbischofliche Hofstallung erbaut. Nachdem diese 1855 in bayerischen Staatsbesitz gelangte, wurde sie zunächst ab 1868 durch das Königlich Humanistische Gymnasium genutzt. 1903 und 1904 wurde das Gebäude zur Aula umgebaut. Nachdem sie 1981 in den Besitz der Universität gelangte, wurde das Gebäude zunächst provisorisch als Bibliothek genutzt. Im Rahmen der Sanierung von 1995 bis 1996, durchgeführt von Karl Frey, wurde es schließlich aufgeteilt: Ein Teil des Bauwerks wurde zum Bibliotheksstandort „Aula“ und um einen Neubau erweitert; ein zweiter Teil wurde zum Gebäude „ehemalige Reitschule“, welches Vorlesungs- und Seminarräume enthält; außerdem wurde aus einem weiteren Teil des ehemaligen Gebäudekomplexes das Gebäude der Katholischen Hochschulgemeinde. Auch das Aula-Gebäude erhielt einen BDA-Preis Bayern (1997).
Die Teilbibliothek 2 beherbergt Werke aus den Fachbereichen Geographie, Journalistik, Mathematik/Informatik, Naturwissenschaften/Medizin, Pädagogik, Psychologie, Soziologie, Sport und Wirtschaftswissenschaften.

#### Teilbibliothek 3 „Hofgarten“ Ehemalige Staats- und Seminarbibliothek

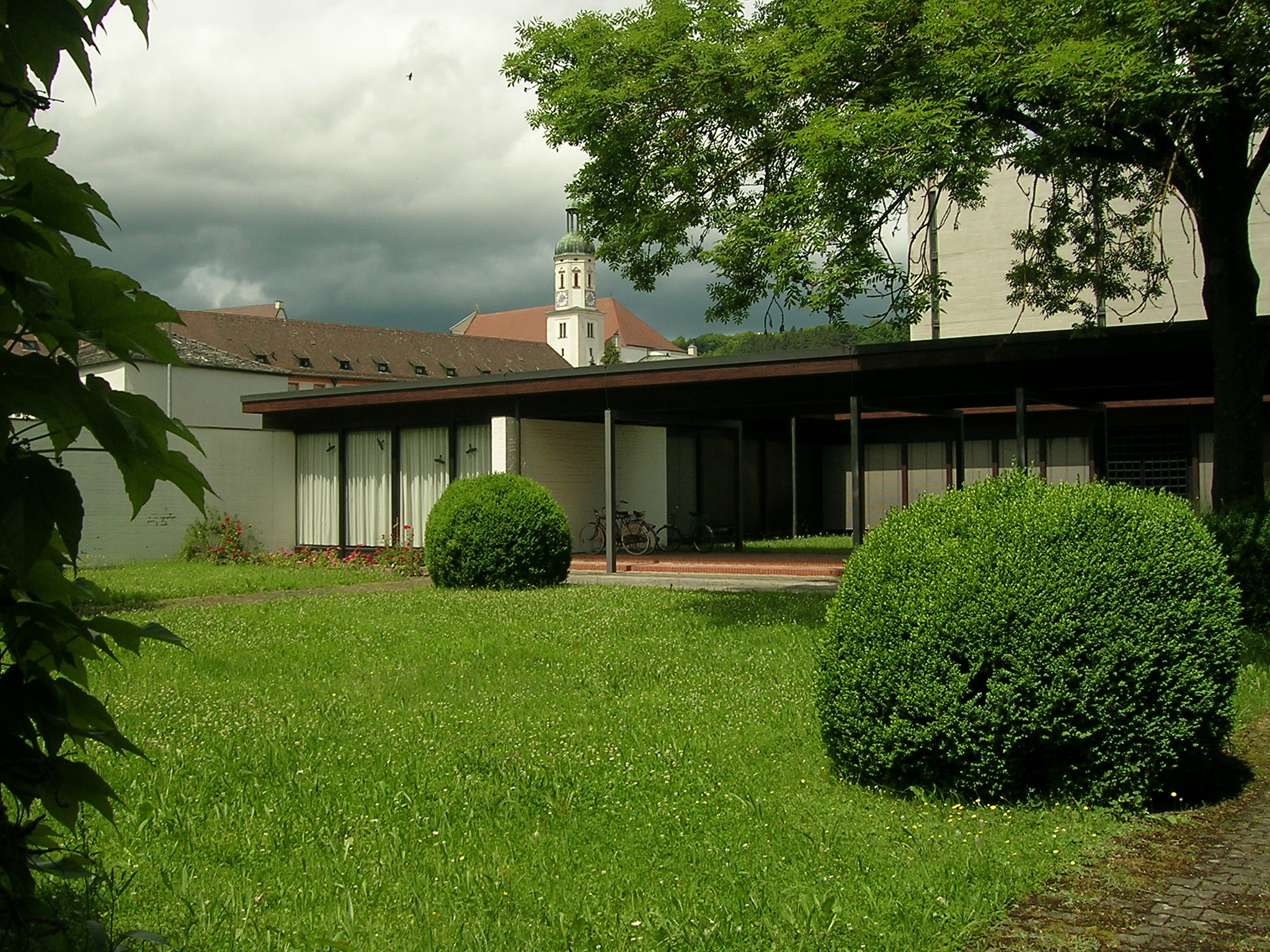
Teilbibliothek 3

Das Gebäude wurde von 1963 bis 1965 von Karljosef Schattner und Andreas Fürsich als neuer Standort der Staats- und Seminarbibliothek erbaut, nachdem die Sommerresidenz zu klein für den Bücherbestand wurde. In dieser Bibliothek befindet sich die Abteilung Historische Bestände.

#### Wirtschaftswissenschaftliche Zweigbibliothek Ingolstadt
Die Wirtschaftswissenschaftliche Zweigbibliothek Ingolstadt wurde im Gebäude des ehemaligen Seminars der Steyler Missionare eingerichtet. 1988/1989 wurde dieses Seminar, das 1930 von Franz Xaver Proebst geplant wurde, unter der Leitung von Wilhelm Kücker zum Hauptgebäude der neugeschaffenen Wirtschaftswissenschaftlichen Fakultät umgebaut; einen Teil des Gebäudes nehmen die Räumlichkeiten der Bibliothek ein.
Die Wirtschaftswissenschaftliche Zweigbibliothek ist der einzige Bibliotheksstandort am Campus Ingolstadt. Sie umfasst die Fachbereiche Wirtschaftswissenschaft und Recht. Im zweiten Untergeschoss befindet sich außerdem das Europäische Dokumentationszentrum.

## Universitätspreise
Die Universität vergibt am jährlichen Dies academicus Preise an Personen, die sich durch ihre wissenschaftliche Leistung, Abschlussarbeiten, Lehrprojekte, Wissenschaftskommunikation und ehrenamtliche Arbeit hervorgetan haben.

## Persönlichkeiten und Alumni
Die Aufzählung enthält eine Liste von Persönlichkeiten, die mit der Katholischen Universität Eichstätt-Ingolstadt in Verbindung stehen oder standen. Eine Liste der Hochschullehrer findet sich unter der entsprechenden Kategorie.
- Jörg Althammer, Wirtschaftsethiker
- Klaus-Dieter Altmeppen, Kommunikationswissenschaftler
- Margit Auer, Kinderbuchautorin, Alumna der KU
- Raúl Fornet-Betancourt, international bekannter Befreiungsphilosoph
- Karl Graf Ballestrem, Philosoph und langjähriger Vorsitzender der Deutschen Gesellschaft zur Erforschung des politischen Denkens
- Ulrich Bartosch, Vorsitzender der Vereinigung Deutscher Wissenschaftler (2009–2015)
- Władysław Bartoszewski, Gastprofessor und polnischer Außenminister
- Erbprinzessin Sophie von und zu Liechtenstein, Gräfin zu Rietberg, Studium der Geschichte und Anglistik
- Ulrich Beck, Ehrendoktor der Katholischen Universität Eichstätt-Ingolstadt
- Jorge Mario Bergoglio / Papst Franziskus, Rektor der Theologischen Fakultät in San Miguel
- Karl Heinrich Braun, Bischof von Eichstätt (1984–1995) und Erzbischof von Bamberg (1995–2001), Magnus Cancellarius und Vorsitzender des Stiftungsrates (1984–1995)
- Julius Dedual, Schweizer Jurist und Politiker
- Alois Edmaier, Priester und Ordinarius für Philosophie, ab 1980, zuvor an der Philosophisch-Theologischen Hochschule und der Gesamthochschule Eichstätt[122]
- Reto Luzius Fetz, Philosoph und Schriftsteller
- Peter Frankenberg, 2001 bis 2011 Minister für Wissenschaft, Forschung und Kunst des Landes Baden-Württemberg
- Gabriele Gien, seit 2016 Präsidentin der KU, 2014–2016 Interimspräsidentin der KU
- Roland Girtler, Otto-von-Freising-Gastprofessor
- André Habisch, Wirtschafts- und Gesellschaftsethiker
- Eduard Habsburg-Lothringen, Medienschaffender
- Peter Handke, Ehrendoktor der Katholischen Universität Eichstätt-Ingolstadt
- Guido Hitze, Historiker und Politologe
- Walter Hömberg, Kommunikationswissenschaftler und langjähriger Vorsitzender der Deutschen Gesellschaft für Publizistik- und Kommunikationswissenschaft
- Paul Kirchhof, Otto-von-Freising-Gastprofessor 2016[123]
- Andreas Klinner, Journalist und Moderator
- Wolfgang Kluxen, Philosoph und Ehrendoktor
- Andreas Lob-Hüdepohl, KU-Interimspräsident (2009–2011)
- Siegfried Lamnek, bekannter und renommierter Sozialforscher
- Hans Langendörfer, Sekretär der Deutschen Bischofskonferenz
- Dominika Langenmayr, Professorin für VWL/Finanzwissenschaft an der KU
- Hans Ferdinand Linskens, Gastprofessor
- Nikolaus Lobkowicz, KU-Präsident (1984 bis 1996) und Präsident der Ludwigs Maximilian Universität München (1971–1983)
- Christian Lösel, Oberbürgermeister der Stadt Ingolstadt (2014–2020)
- Anton Losinger, Weihbischof, Dompropst im Bistum Augsburg und Mitglied des Deutschen Ethikrates; seit 2015 Vorsitzender des Stiftungsrats
- Felix K. Maier, Althistoriker und Philologe
- Jean-Pol Martin, Französischdidaktiker von 1980 bis 2008, Begründer der Unterrichtsmethode Lernen durch Lehren
- Reinhard Kardinal Marx, Großkanzler der Katholischen Universität Eichstätt-Ingolstadt (seit 2010)
- Hanns W. Maull, Professor von 1987 bis 1991
- Sebastian Meinberg, Fernsehmoderator und -redakteur, Alumnus der KU[124]
- Ludwig Mödl, Professor für Spiritualität von 1992 bis 1996
- Walter Mixa, Bischof von Eichstätt und Augsburg, Magnus Cancellarius und Vorsitzender des Stiftungsrates (1996–2005)
- Gerd Müller, Bundesminister für wirtschaftliche Zusammenarbeit und Entwicklung (seit 2013), Alumnus der KU
- Frederik Obermaier, Journalist, Alumnus der KU
- Heinrich Oberreuter, Otto-von-Freising-Gastprofessor
- Franz-Xaver Kaufmann, Otto-von-Freising-Gastprofessor
- Joseph Aloisius Ratzinger / Benedikt XVI., Ehrendoktor der Katholischen Universität Eichstätt-Ingolstadt und Mitbegründer der Katholischen Universität Eichstätt[125]
- Jean Pierre Ribaut, Präsident der Franz von Assisi Akademie zum Schutz der Erde an der KU
- Max Ringlstetter, bekannter Lehrbuchautor der Wirtschaftswissenschaften
- Bernhard Sutor, Vorsitzender Landeskomitee der Katholiken in Bayern (1993–2001)
- Bernd Stauss, Begründer des Dienstleistungsmanagements (erster Lehrstuhl dieser Art)
- Karl Popper, Ehrendoktor der Katholischen Universität Eichstätt-Ingolstadt
- Harald Pechlaner, bekannter Tourismusforscher, u. a. Präsident der Internationalen Vereinigung Wissenschaftlicher Tourismusexperten AIEST
- Franz Rindfleisch, Professor für Kunstpädagogik und Kunstdidaktik
- Franziska Roth, Journalistin
- Siegfried Schneider, Politiker, Alumnus der KU
- René Schmidpeter, Wirtschaftswissenschaftler, Alumnus der KU
- Peter Johannes Schulz, Kommunikationswissenschaftler
- Sarah Vollath, Mitglied des Deutschen Bundestages (seit 2025)
- Paul Wehrle, Weihbischof in Freiburg (1981–2012)
- Thomas Wensing, Wirtschaftsinformatiker und Schriftsteller
- Josef Wohlmuth, Theologe und Hochschullehrer, Alumnus der KU
- Jens Zimmermann, Mitglied des Deutschen Bundestages (seit 2013)

## Studentische Aktivitäten

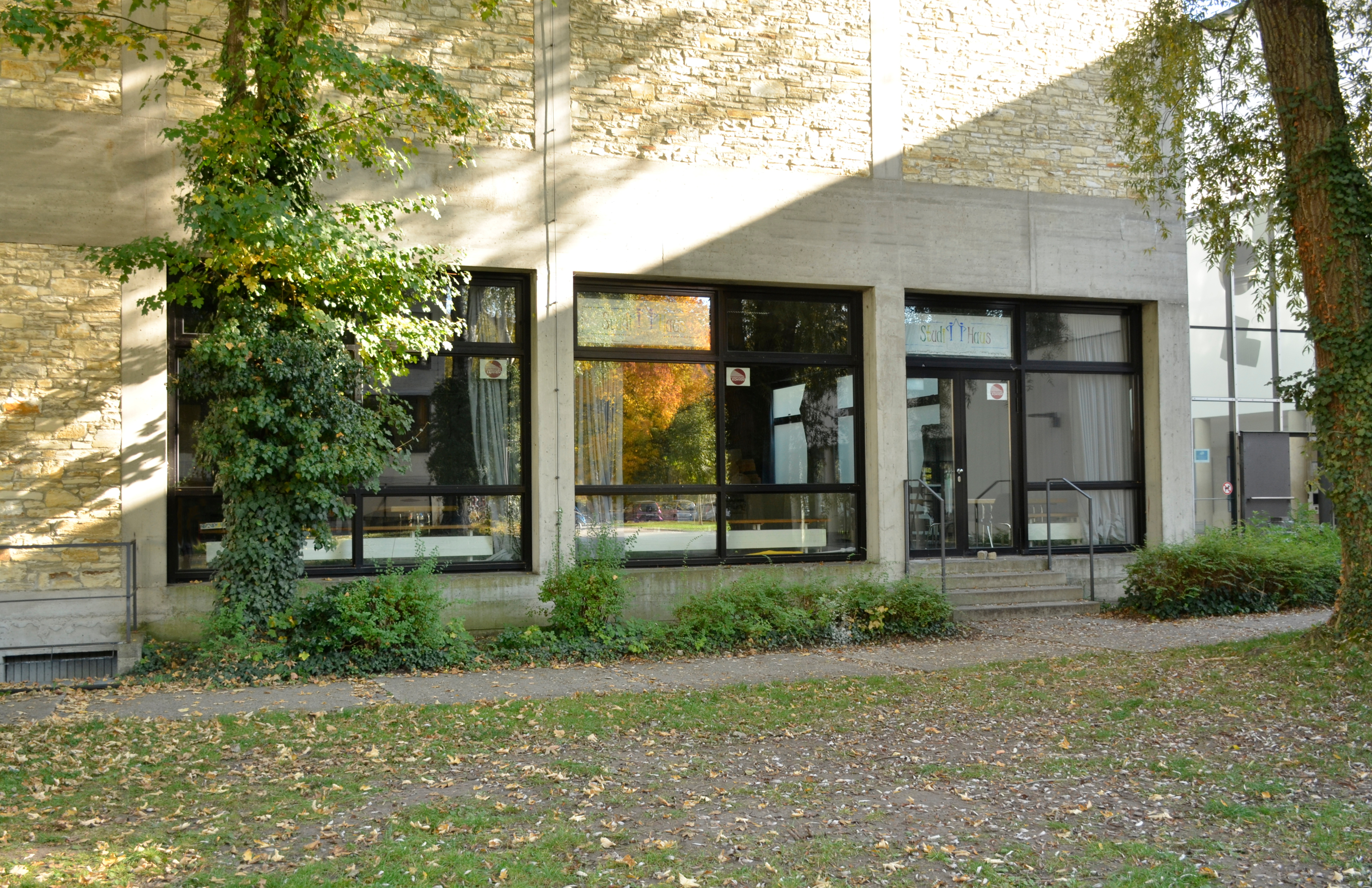
Kollegiengebäude C: bis 2023 Sportbau mit dem Studihaus und weiteren Räumlichkeiten des Studentischen Konvents im Erdgeschoss

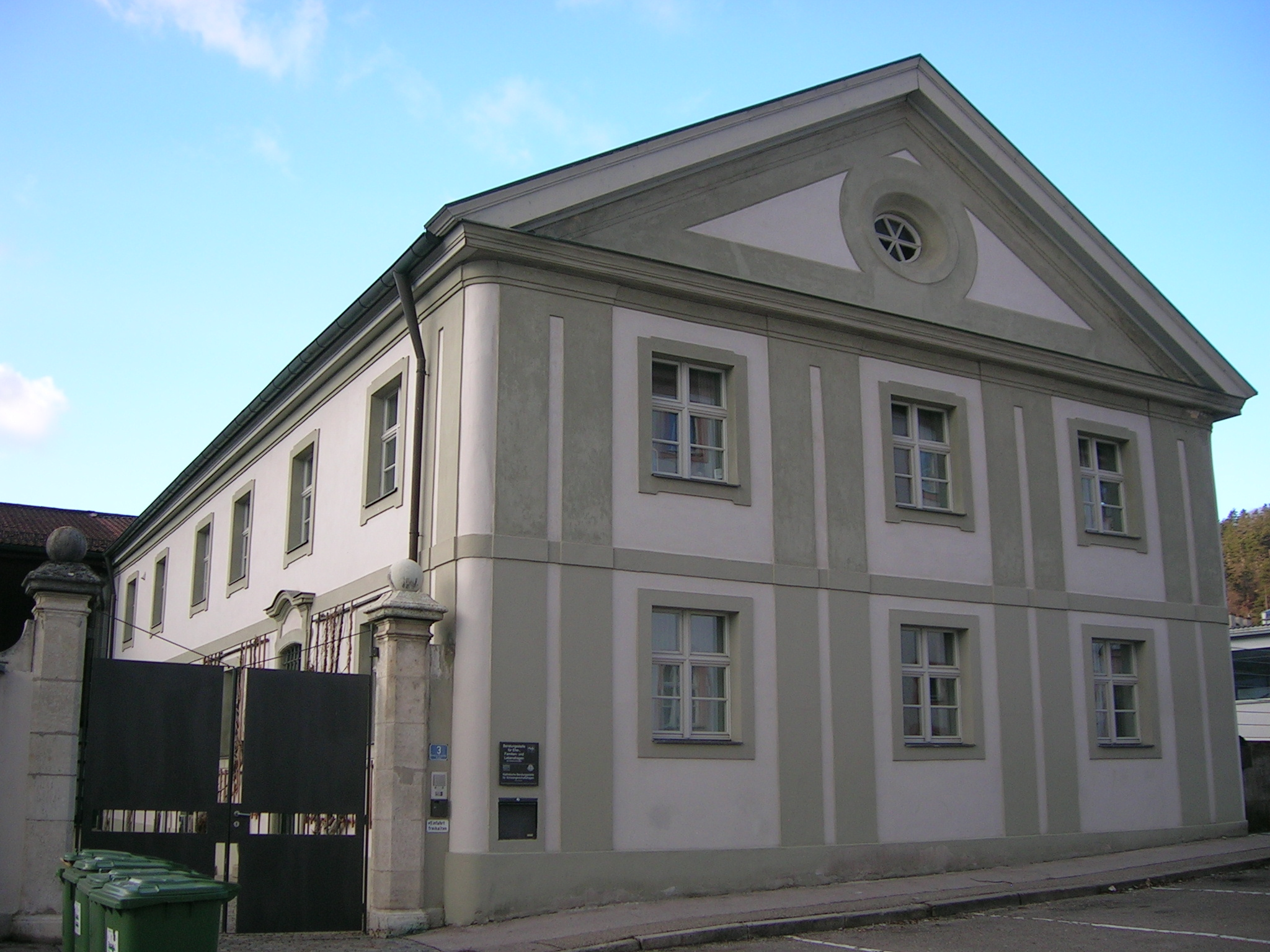
Ehemaliger Sitz der Katholischen Hochschulgemeinde Eichstätt

An der Katholischen Universität gibt es zahlreiche studentische Gruppierungen.
- Die Arbeitskreise des Studentischen Konvents[128] sind: DenkNachhaltig!, Foodsharing, Frauenchor, Gleichstellungsreferat, International, Kapuzinergarten Eden, Kreativpause, Kreuz und Queer, Kulturreferat, Shalom (verleiht den jährlichen Shalom-Preis), Taizé, tun.starthilfe für flüchtlinge im landkreis eichstätt, Umweltreferat, Wetterschau, WFI Debattierclub und Wortsport.
- Politische Hochschulgruppen sind vertreten: Grüne Hochschulgruppe Eichstätt, Juso-Hochschulgruppe Eichstätt, RCDS Eichstätt e. V. und SDS.Die Linke Hochschulgruppe Eichstätt.
- Studentenverbindungen bestehen: K.D.St.V. Alcimonia; K.D.St.V. Aureo-Danubia, Ludovicia Ingolstadt und W.K.St.V. Unitas Frankonia
- Weitere Gruppierungen: Amnesty International Hochschulgruppe Eichstätt; BLLV-Studierendengruppe; Comunione e Liberazione; DenkNachhaltig! e. V.; Elternarbeitsgruppe; GEW – Gewerkschaft Erziehung und Wissenschaft – Hochschulgruppe Eichstätt-Ingolstadt; IN KONTAKT e. V.; Ingolstadt IN-Team; JUGEND 2000; Junge Europäer; PANGEOs; Project e. V.; SMD Eichstätt; TOPAS e. V. – Touristische Organisation, Planung und Ausführung durch Studierende; WFI-Debattierclub; WFI-Hochschulmarketing
  - Das Finance Network Ingolstadt e. V. ist eine Initiative des Lehrstuhls für ABWL, Finanzierung und Banken. Seit 2005 organisiert der Verein Business-Events und den BVH-Börsenführerschein, um den Studierenden eine berufsqualifizierende Ausbildung im Bereich Finanzierung und Banken anbieten zu können.
  - Der WFI Consulting Cup e. V. ist eine studentische Organisation der wirtschaftswissenschaftlichen Fakultät der Universität Eichstätt-Ingolstadt. Seit dem Jahr 2007 veranstalten die Studierenden alljährlich einen Fallstudienwettbewerb mit dem Ziel, Studierende mit Unternehmen aus der Beratungsbranche zusammenzuführen.
  - Die WFI Summer Challenge e. V. ist eine studentische Organisation der wirtschaftswissenschaftlichen Fakultät der Katholischen Universität Eichstätt-Ingolstadt. Seit 2002 organisiert sie das gleichnamige Recruitingevent WFI Summer Challenge. Ziel dieser Veranstaltung, die unter dem Motto „Recruiting einmal sportlich“ steht, ist der Aufbau eines nachhaltigen Netzwerkes und die Förderung der Kommunikation zwischen Studierenden und Unternehmen.
  - Katholische Hochschulgemeinde: Die Katholische Hochschulgemeinde ist auch in Eichstätt aktiv. Neben regelmäßigen Gottesdiensten und Vorträgen betrieb sie zudem bis 2023 die universitäre Studierendenkneipe Theke, welche inzwischen als eingetragener Verein von den Studierenden selbst geführt wird. Auch auf dem Ingolstädter Campus gibt es eine KHG.
  - Universitätsradio: Das Uniradio heißt Radio Pegasus und wird von Studierenden der Journalistik betrieben. Gesendet wird wöchentlich einstündig auf dem Sendeplatz von Radio Galaxy Ingolstadt.

Als zentraler Raum für studentische Aktivitäten existierte das Studihaus im Erdgeschoss des Kollegiengebäudes C. Im Zuge der Generalsanierung der Kollegiengebäude und der anschließend geplanten Umnutzung des C-Baus werden die Räumlichkeiten des Studentischen Konvents in das von der Universität teilweise übernommene Gebäude der Katholischen Hochschulgemeinde umziehen.